# しずてつジャストライン丸子営業所
しずてつジャストライン丸子営業所（まりこえいぎょうしょ）は、静岡市駿河区にあるしずてつジャストラインの営業所の一つ。ペットマークはキリン。

## 概説
静岡鉄道自動車部の静岡市内のバス路線を管轄する事業所として、小鹿営業所と共に1963年（昭和38年）に開設された営業所であり、2002年（平成14年）にバス事業の分社化によって、しずてつジャストライン丸子営業所となり今日に至る。
1960年代初頭に静岡鉄道は「体質改善五ヶ年計画」を策定し、静岡清水線以外の鉄軌道事業を廃止し路線バスへ転換することでバス事業を会社の根幹に据え、車両の若返りと輸送力増強に努めるという方針を打ち出した。これを受け、大規模な増車とこれに対応するバスターミナルの整備や営業所の郊外移転が計画され、従来の市内路線を管轄する静岡第一（新静岡・静岡市鷹匠）と郊外路線や貸切バス事業を担う静岡第二（静岡市国吉田）の2営業所体制から、新静岡に運行管理所のみを残し静岡丸子営業所と静岡小鹿営業所を新設し、静岡国吉田営業所を含めた郊外3営業所体制とする組織改編が行われた。車両増強と営業所の郊外移転は概ね3年で完了し、1964年（昭和39年）1月には新静岡バスターミナルと新静岡センターの建設計画が発表された。
丸子営業所の開設に伴い、新静岡・静岡駅から主に西側を循環する市内路線が静岡第一営業所から移管され、静岡市内線廃止に伴う代行路線（のちの井の宮線）も担うようになった。また、静岡第二営業所からは、安倍川右岸の長田地区や国道362号（通称 藁科街道）沿線を起終点とする郊外路線が移管され、国道1号新道や駿河大橋の開通と共に住宅団地や工業団地の建設が進む丸子地区と市街地を結ぶ「丸子線」を担うようになった。また、路線増強によって増大し続ける乗務員や整備士等（5年間で600名あまり）のために、営業所に隣接する丸子団地内には静鉄丸子寮や、静鉄商事の経営で静鉄ストアー丸子店も開業した。
さらに、東名高速道路の開通によって観光バス需要の増加が見込まれた1960年代後半から1970年代初頭にかけては、観光・貸切バス事業の再編も行われた。1965年（昭和40年）には、静岡鉄道直系の旅行代理店として静鉄観光サービスが、旅行あっ旋業および旅券販売代行業を静鉄商事から譲受し設立された。これを受け、それまで静岡観光営業所（静岡市日出町）が一元的調整を担っていた観光バス事業を整理し、貸切バス事業を丸子営業所に移管することで静岡観光営業所が廃止された。また、静岡国吉田営業所が管轄していた「三保線」等の観光路線が定期観光バス事業と共に丸子営業所に移管され、運転士、車掌、ガイド等の教習施設も丸子営業所に移転した。これにより丸子営業所には多数の貸切バスが配置される一方、国吉田営業所構内の教習施設や女子寮の跡地には、東海観光バスより譲受した静岡観光バス（のちのしずてつジョイステップバス）の本社営業所が開設され、日本万国博覧会（大阪万博EXPO’70）の輸送等に対応した。
以降、旅行需要は修学旅行や大規模慰安旅行のような形態から小グループ化やデラックス化へと多様化かつ高度化し、1980年代にはサロン付きの中型デラックスバスや、ドレクメーラー製の二階建てサロンバス等が導入された。 また、1990年代初頭には、貸切バス事業のなかでも営業形態の異なる中小型バス事業が分離され、丸子営業所構内に静鉄小型バス（のちの静鉄ジョイステップバス）が設立された。
1990年代後半以降、貸切バス事業は団体旅行の低迷により慢性的な赤字経営に陥って行った。このため、バス事業の規制緩和を前にした2000年代初頭には、貸切バス事業の体質改善のためにしずてつジョイステップバスが設立され、貸切バスの移管が段階的に進められると共に、2005年（平成17年）には静鉄小型バスが丸子営業所構内から焼津営業所構内に移転した。これにより営業所施設は縮小され、敷地東側が静鉄グループのスーパーマーケット「しずてつストア丸子店」となった。
営業所構内の車庫以外に、「藁科線」沿線の中小屋、一色、大原森、水見色、久能尾（きゅうのお）、坂ノ上と、「井の宮線」の桜町に反転地（車庫）があり、桜町を除く各車庫には夜間の車両留置があったが、2013年（平成）4月に藁科街道沿いの新東名高速道路の高架下（静岡市葵区谷津）に、郊外から山間部への系統の結節点として谷津ターミナルが開設され、丸子営業所と同ターミナルに車庫が集約された。また、営業所内には静岡鉄道時代から運転士教育施設「教育センター」が併設されていたが、現在は「安全研修センター」として静岡市清水区鳥坂に移転している。

## 沿革
- 1959年（昭和34年）
  - 10月 - 国道1号新道、駿河大橋の建設が開始された。[15]
  - 時期不詳 - 日本住宅公団と静岡県により丸子団地（450戸）の建設が開始された。[16][17][18]
- 1960年（昭和35年）
  - - 静岡市議会で、自動車交通の妨げになるとして静岡鉄道静岡市内線の撤去が議論された。[19]
  - - 国道1号新道（静岡駅 - 南安倍 ）を経由する「向敷地線」が開設された。
- 1961年（昭和36年）
  - 5月16日 -国道1号新道、駿河大橋が開通した。[20][21][22]
  - 6月3日 - 体質改善五ヶ年計画を策定。静岡清水線を除く鉄軌道を廃止し、路線バスへの転換によりバス事業を会社の根幹に据える方針を打ち出した。[23]
- 1962年（昭和37年）[24][25][26]
  - 4月23日 - 「丸子線」（静岡駅前 - 二軒家 間）の運行を開始した。
  - 9月15日 - 静岡市内線（静岡駅前 - 安西 間）が廃止され、代行バス「安西線」の運行を開始した。
  - 10月1日 - 機構改正により、静岡観光営業所（静岡市日之出町）が開設され、貸切業務の一元的な調整による効率化が図られた。[27]
  - 11月20日 - 静岡県下初のワンマンカー4両が「西部第二循環線」に導入された。
- 1963年（昭和38年）
  - 5月8日 - 丸子団地に静鉄丸子寮（静岡市丸子707-3）[28]が竣工した。[29]
  - 7月3日 - 丸子団地南側（静岡市丸子377番地）[28]で営業所の起工式が行われた。[30]
  - 8月10日 - 静鉄商事が静鉄丸子寮1F（静岡市丸子707-2）[31]に静鉄ストアーを開店した。[32][33]
  - 9月 - 静岡丸子営業所が開設され、それまで静岡第一営業所（静岡市鷹匠町）と静岡第二営業所（静岡市国吉田）の管轄していた路線の一部が移管された。これにより静岡市内の乗合自動車事業を所管する営業所は２営業所体制から、自動車静岡運行管理所（新静岡）に対して静岡国吉田営業所、静岡丸子営業所、静岡小鹿営業所の郊外3営業所体制となった。[2][3]
- 1964年（昭和39年）- 静岡県が丸子団地周辺で宅地開発事業（386戸）を開始。[18]静岡鉄道事業部不動産課も同年8月以降3年間に、丸子地区で約200区画を分譲した。[34]
- 1965年（昭和40年）
  - 9月 - 静鉄観光サービスが設立された。[8]
  - 10月15日 - 静鉄観光サービスが、旅行あっ旋業および旅券販売代行業を静鉄商事から譲受し事業を開始した。これに伴い静岡観光営業所が廃止され、静岡市内発着の貸切バス事業および定期遊覧バス等が丸子営業所に移管、集約された。
  - 12月 - 日出町の静岡観光営業所跡地に静鉄タクシー日出町営業所が開設された。（翌年8月に静鉄タクシー本社が日出町に移転）
- 1969年（昭和44年）8月2日 - 東海観光興業株式会社から分離独立して東海観光バス株式会社が設立され静岡鉄道が株式を譲受、同年9月には静岡観光バスに社名変更し、本社営業所が静岡国吉田営業所構内に置かれた。国吉田営業所は主に路線バスを管轄する営業所となった。
- 1970年（昭和45年）4月22日 - 静岡鳥坂営業所が竣工し、静岡国吉田営業所の管轄していた長距離路線が同営業所に移管された。[35]
- 1974年（昭和49年）7月7日 - 七夕豪雨により営業所施設や車両に甚大な浸水被害が発生した。[36]
- 1977年（昭和52年）11月1日 - 地番変更により静岡市丸子四丁目２番地となった。[37][注 1]
- 1978年（昭和53年）
  - 4月 - 安倍川橋を経由する旧国道1号（現 県道208号）手越原 - 中町区間のラッシュ時の混雑緩和、バス優先対策に基づき、国道1号の手越原 - 駿河大橋区間に中央線遷移システムが導入された。[38]
  - 「藁科線」の日向系統にバックカメラ付きの大型9mバスが導入され、山間路線がワンマン化された。[39]
- 1983年（昭和58年）8月 - 貸切バスにドレクメーラー製の二階建てサロンバスが導入された。[10]
- 1987年（昭和62年）6月15日 -「西部循環線」にバスロケーションシステムが導入された。[40][41]
- 1988年（昭和63年）12月25日 - 「井の宮線」にバスロケーションシステムが導入された。[42]
- 1989年（平成元年）3月 - 丸子車庫前停留所（丸子営業所）と下川原団地に「サイクルアンドバスライドシステム」として駐輪場を整備した。 [43][44]
- 1990年（平成2年）[9][11]
  - 4月26日 - 静鉄小型バス（のちに静鉄ジョイステップバス）が丸子営業所構内（丸子四丁目2番地58号）を本社に設立された。
  - 7月 - 静鉄小型バスが小型バス7台にて営業を開始した。
- 2000年（平成12年）- 市内循環レトロバス「駿府浪漫バス」が運行を開始した。[12]
- 2001年（平成13年）4月 - しずてつジョイステップバスが営業を開始し、以降、定期観光バスを除く貸切バスが段階的に移管された。
- 2002年（平成14年）10月1日 - バス事業の分社化により、しずてつジャストライン丸子営業所となった。
- 2005年（平成17年）- 静鉄小型バスが丸子営業所構内から焼津営業所構内に移転した。[45]  これに伴い営業所施設は縮小され、同年9月には敷地東側に「しずてつストア丸子店」が開業した。[46][47][注 2]
- 2013年（平成25年）
  - 4月1日 - 藁科街道（国道362号）の新東名高架下に谷津ターミナルが開設され、「藁科線」の山間系統にデマンドバスが導入された。
  - 7月 - 鳥坂営業所から「駿府ライナー」の一部の便が移管され、県外高速乗合バスの担当を開始した。
- 2022年（令和4年）4月 - 静岡トヨペット鳥坂総合センター跡地[48]にしずてつジャストライン安全研修センター（静岡市清水区鳥坂118番地）が開設され、「教育センター」が丸子営業所構内から移転した。[13][14]

## 現在の営業路線

### 西部循環線
- 運行系統および主要停留所
  - A線：（7A ←駒形まわり）静岡駅 -（→ 新静岡御幸町 → / ← 新静岡伝馬町 ← ）- 中町 - 安西二丁目 - 柳町 - 田町四丁目 - 駒形小学校前 - 駒形三丁目 - 七間町 -（→ 宝台院 → / ← 紺屋町 ← 御幸町 ←）- 静岡駅（→中町まわり 6A）
  - B線：（7B ←国道まわり）静岡駅 -（→ 新静岡御幸町 → / ← 新静岡伝馬町 ← ）- 中町 - 安西二丁目 - 柳町 - 田町四丁目 - 新富町 - 駒形三丁目北 - 西門町あざれあ前 - 静岡駅（→中町まわり 6B）

- 概説
  - 旧静岡市の中心市街地（駿府城下）を巡回する静岡市内循環線のなかで唯一、戦前から現在まで運行が継続されている路線である。1920年代後半（昭和初期）に静岡自動車が開設し、静岡乗合自動車を経て静岡鉄道の路線となり現在に至っている。
  - 日中時間帯、基本的には静岡駅止まりでの循環運転となっているが、朝方・夕方では静岡駅止まりではなく、駅を直通し運転する循環運転を行っている。
  - 本路線は事業者単独では路線維持が困難なことから、令和5年度から静岡市の補助（静岡市バス路線維持費補助金）を受けて運行している[49]。
- 沿革
  - 1927年（昭和2年）8月30日 - 静岡駅 - 末広町 間の路線が静岡自動車に免許され、市内循環線の運行区域を拡大した。[50]
    - 新規区間：静岡駅 - 川辺町 - 新富町 - 末廣町

  - 1931年（昭和6年）6月16日 - 市内循環線が第一循環線（西部）と第二循環線（東部）に分離された。[51][注 3]
    - 第一循環線：静岡駅前 - 東海軒前 - 浮月前 - 紺屋町 - 両替町五、六丁目鍛冶町 - 下魚町 - 宝台院前 - 西門町 - 川辺三友町 -  天王町 - 駒形通り - 新通り川越町 - 弥勒 - 本通西町 - 脳病院前 - 田町小学校前 -  新富町通り - 安西四丁目 - 北番町 - 神明町 - 末廣町安西小学校前 - 片羽町 - 浅間神社前 - 長谷通り - 東草深町 - 水落町 - 鷹匠町堀端通り - 江川町 - 行幸通り - 静岡駅前

  - 1937年（昭和12年）4月10日 - 静岡電気鉄道と藤相鉄道の共同出資で設立された駿遠自動車と静岡自動車の合併により、静岡乗合自動車の路線となった。
  - 1938年（昭和13年）3月 - ガソリン等の資源統制により減便された。[52] 同年4月改正の静岡乗合自動車の時刻表では中町廻り、駒形廻り共に6時台から20分間隔で44本が運行されていた。
    - 静岡駅前 - 宝町 - 櫻湯角 - 川辺市場 - 新通交番 - 弥勒 - 幸町 - 西病院入口 - 大林寺裏 - 柳町 - 招魂社裏 - 浅間赤鳥居 - 馬場町 - 中町 - 県庁前 - 静岡駅前

  - 1942年（昭和17年）3月 - 静岡市観光協会発行の時刻表では、次の経路を運行していた。[53]
    - 静岡駅 - 鳥見町 - 川辺市場 - 弥勒一丁目 - 幸町 - 新富町四丁目 - 大林寺 - 柳町 - 浅間神社前 - 赤鳥居 - 馬場町 - 中町 - 県庁前 - 静岡駅

  - 1943年（昭和18年）5月15日 - 戦時統合により静岡鉄道の路線となった。
  - 1945年（昭和20年）6月19日 - 静岡大空襲により車両設備の殆どを焼失した。[54]
  - 1947年（昭和22年）1月25日 - 静岡営業所（静岡市黒金町・静岡駅前）の管轄で「市内循環線」の運行を再開した。[55][56]
  - 1948年（昭和23年）11月8日 - 車両増強に伴い大回りの市内循環線を東西に分離し、「西部循環」の運行を再開した。[57][58]
  - 1955年（昭和30年）4月1日 - 新静岡バスセンターの供用開始により、起終点が新静岡となった。
  - 1956年（昭和31年）4月1日 - 静岡営業所静岡第一営業区の管轄となった。
  - 1958年（昭和33年）6月1日 - 機構改正により静岡第一営業所の管轄となった。同年7月1日現在の路線図では次の経路を運行していた。
    - （11）新静岡 - 静岡駅前 - 宝台橋 - 昭和町 - 七間町 - 駒形一丁目 - 駒形六丁目 - 新通川越町 - 本通西町 - 幸町 - 新富町四丁目 - 新富町一丁目 - 柳町 - 北番町 - 末広町 - 赤鳥居 - 馬場町 - 仲町 - 県民会館前 - 新静岡（12）

  - 1960年（昭和35年）12月1日 - 同日現在の時刻表では、仲町廻りが6時台から概ね10分間隔で1日84本、駒形廻りが85本運行されていた。また、補完路線として「西部第二循環線」が新設されている。
  - 1963年（昭和38年）9月 - 静岡第一営業所が廃止され、静岡丸子営業所に移管された。
  - 1964年（昭和39年）
    - 5月1日 - 車両制限令の完全施行を前に、これに抵触する幸町 - 新富町区間（現 市道本通西町線）、柳町 - 北番町（現 市道片羽町柳町線）区間が廃止され、現 県道354号静岡環状線（通称さつま通り、安西通り）を経由する運行経路に変更、併せてワンマン運行に切り替えられた。[59]
      - （11）新静岡 - 静岡駅前 - 宝台橋 - 昭和町 -（ → 三友町 → / ← 七間町 ← ）- 駒形一丁目 - 駒形六丁目 - 駒形小学校前 - 南田町 - 田町七丁目 - 田町二丁目 - 柳町 - 安西四丁目 - 安西二丁目 - 末広町 - 赤鳥居 - 仲町 - 県民会館前 - 新静岡（12）

    - 10月 - 西部循環を反時計回り（仲町廻りのみの運行）、西部第二循環線を時計回りとする改正が行われた。
      - （11）新静岡 ← 静岡駅前 ← 宝台橋 ← 七間町 ← 駒形小学校前 ← 南田町 ← 柳町 ← 安西四丁目 ← 安西二丁目 ← 赤鳥居 ← 中町 ← 県民会館前 ← 新静岡
      - 西部第二循環：新静岡 → 静岡駅前 → 宝台橋 → 七間町 → 新通り一丁目 → 南田町 → 柳町 → 安西四丁目 → 安西二丁目 → 赤鳥居 → 中町 → 県民会館前 → 新静岡（22）

  - 1966年（昭和41年）5月10日 - 新静岡センター新バスターミナルの供用開始を受けて新静岡の乗り場が変更された。
  - 1968年（昭和43年）10月 - 市内路線の再編により「西部第二循環線」が統合され、両まわりの「西部循環線」となった。[60]
  - 1973年（昭和48年） - 11月現在の時刻表では次の経路を運行していた。
    - （6 ←中町まわり）新静岡 - 静岡駅前 - 宝台橋 -（→ 常磐町 → 川辺町 → / ← 七間町 ← 駿河町 ←）- 駒形二丁目 - 駒形小学校前 - 南田町 - 田町五丁目 - 柳町 - 安西四丁目 - 安西二丁目 - 末広町稲盛合板前 - 赤鳥居 - 安倍町 - 中町 - 県庁前 - 新静岡（駒形まわり→ 7）

  - 1977年（昭和52年）2月 -同月現在の路線図では末広町、赤鳥居への停車が廃止されている。
  - 1983年（昭和58年）
    - 3月24日 - 静岡駅北口駅前広場とバスターミナルが竣工し、新静岡と静岡駅前の乗降場が変更された。同月発行の路線図では駒形まわりが「用宗線」等と同じ紺屋町、御幸町を経由する経路に変更されている。
      - （6 ←中町まわり）新静岡 -（→ 紺屋町 → 御幸町 → / ← 静岡駅前 ← 宝台橋 ←）七間町 - 駿河町 - 駒形二丁目 - 駒形小学校前 - 南田町 - 田町五丁目 - 柳町 - 安西四丁目 - 安西二丁目 - 安西一丁目 - 八千代町 - 中町 - 県庁前 -（→ 静岡駅前 →）- 新静岡（駒形まわり→ 7）

    - 12月16日 - 同日現在の時刻表では日中は概ね9分間隔で中町まわりが平日101本、日祝日95本、駒形まわりが平日95本、日祝日93本が運行されており、うち朝晩の入出庫系統として駒形小学校発着の便が存在した。

  - 1987年（昭和62年）6月15日 - バスロケーションシステムが導入され、これにあわせて中型バスでの運行となった。[61]
  - 2002年（平成14年）- 静岡市がオムニバスタウン指定を受け、ノンステップバス（中型ロング）が導入された。
  - 2009年（平成21年）- 新静岡駅ターミナルビル再開発事業により静岡駅が起終点となり、駒形まわりが伝馬町経由となった。
  - 2011年（平成23年）10月 - 中町まわりの新静岡停留所が新静岡御幸町となった。
  - 2017年（平成29年）5月15日 - 平日の朝方の便のみ新富町・駒形三丁目北・西門町あざれあ前を経由する西部循環B線が新設された。
  - 2020年（令和2年）5月 - 新型コロナウイルスの影響による減便で西部循環B線が運休となった。

### 井の宮線
- 運行系統および主要停留所
  - 静岡駅前（← 新静岡伝馬町 ←）- 県庁市役所前 - 中町 - 静岡厚生病院 - 神明町 - 平和町  - 安倍川スポーツ広場 - 桜町団地 - 桜町（120）

- 概説
  - 1960年代前半に静岡市内線の廃止代替路線である「安西線」として開設され、郊外の宅地化の進展と共に1960年代末期に「北部循環」と統合され、井宮小学校、妙見下を折り返す循環系統から、安倍川スポーツ広場、桜町へと安倍川左岸に沿って延伸した路線である。現在は桜町停留所を起終点とし、新静岡伝馬町を経由して静岡駅前で折り返し、桜町に戻る運行形態となっている。
  - 桜町には市営桜町団地や県営伝馬町新田団地が立地し、1980年代以降は静清バイパス平和ICの建設と周辺の道路整備により宅地化が進行したことに加え、静岡市内線の終点であった安西二丁目付近には静岡厚生病院（葵区北番町）が立地しており、通院路線の側面も有している。
  - 以前は「神明町経由」表示であったが、「竜爪山線・神明前経由」（現在の水梨東高線）との誤乗防止の為、現在は「厚生病院経由」と表示される。また、かつては中型車両の限定運用となっていた。
- 沿革
  - 1923年（大正12年）2月3日 - 宮寺自動車商会が静岡駅前 - 井ノ宮妙見下 間に「井宮線」として路線を開設した。  [62][63]
    - 静岡駅前 - 中町堀端 - 浅間神社前 - 井ノ宮妙見下

  - 1929年（昭和4年）3月19日 - 静岡電気鉄道が安西線（のちの静岡市内線）防衛のために宮寺自動車商会を買収し、「井宮線」を継承した。[64]
    - 静岡駅前 - 中町 - 井宮町 - 妙見下

  - 1937年（昭和12年）5月26日 - 静岡電気鉄道と藤相鉄道の共同出資で設立された静岡乗合自動車に「井宮線」が譲渡された。[65][66]
  - 1943年（昭和18年）5月 - 戦時統合により静岡鉄道に承継された。[67]
  - 1955年（昭和30年）12月1日 - 静岡営業所の管轄で「北部循環」が開設された。[68]
    - 新静岡 - 県民会館前 - 仲町 -  英和女学校前 - 長谷通り - 安東三丁目 - 円山町 - 赤鳥居 - 材木町 - 井の宮局前 - 水道町 - 神明町 - 北番町 - 安西三丁目 - 安西四丁目 - 一番町 - 屋形町 - 本通三丁目 - 七間町 - 宝台橋 - 静岡駅前 - 新静岡

  - 1959年（昭和34年）6月15日 - 「北部循環」の丸山町、長谷通り経由が「大岩循環」に整理され、安倍町経由となり、八の字を描く運行経路となった。
    - 新静岡 - 県民会館前 - 仲町 - 安倍町 - 赤鳥居 - 片羽町 - 材木町 - 井の宮局前 - 水道町 - 水道町北 - 井の宮小学校前 - 妙見下 - 井の宮局前 - 水道町 - 神明神社前 - 神明町 - 北番町 - 安西三丁目 - 安西四丁目 - 一番町 - 屋形町 - 本通三丁目 - 七間町 - 昭和町 - 宝台橋 - 静岡駅前 - 新静岡

  - 1962年（昭和37年）9月15日 - 静岡鉄道静岡市内線の廃止により代行バス「安西線」の運行を開始した。[65]
    - 安西線：静岡駅前 - 新静岡 - 県民会館前 - 仲町 - 東町 - 八千代町 - 安倍町 - 安西一丁目 - 安西駅（安西二丁目）

  - 1964年（昭和39年）5月1日 -「安西線」が井の宮小学校前まで延伸し井の宮地区をラケット状に循環する「井の宮線」となり「北部循環」の八の字区間が解消された。
    - 井の宮線：新静岡 - 県民会館前 - 仲町 - 東町 - 八千代町 - 安倍町 - 赤鳥居 - 片羽町 - 材木町 - 井の宮局前（→ 水道町 → 水道町北 → 井の宮小学校前 → 妙見下 → ）
    - 北部循環：静岡駅前 - 新静岡 - 県民会館前 - 仲町 - 東町 - 八千代町 - 安倍町 - 赤鳥居 - 片羽町 - 材木町 - 井の宮局前 - 水道町 - 神明神社前 - 神明町 - 北番町 - 安西三丁目 - 安西四丁目 - 一番町 - 屋形町 - 本通三丁目 - 七間町 - 昭和町 - 宝台橋 - 静岡駅前

  - 1969年（昭和44年）5月16日 - 市内路線の再編により「井の宮線」と「北部循環」が整理統合された。[60]
  - 1972年（昭和47年）2月現在の路線図では次の経路を運行していた。
    - 静岡駅前 - 新静岡 - 県庁前 - 中町 - 安倍町（ → 赤鳥居 → 水道町北 → 井の宮小学校前 → 妙見下 → 水道町 → 神明神社前 → 神明町  → 北番町 → 安西二丁目 → 安西一丁目 → ）

  - 1973年（昭和48年）時期不詳 - 井の宮小学校→妙見下→水道町のループ区間が廃止され、神明町経由と材木町経由の2系統に分割の上、 安倍川スポーツ広場まで延伸した。
    - 神明町経由：静岡駅前 - 新静岡 - 県庁前 - 中町 - 八千代町 - 安西一丁目 - 安西三丁目 - 神明町 - 神明神社前 - 水道町北 - 平和町 - 安倍川スポーツ広場（120）
    - 材木町経由：静岡駅前 - 新静岡 - 県庁前 - 中町 - 八千代町 - 赤鳥居 - 材木町 - 井の宮局前 - 水道町 - 水道町北 - 平和町 - 安倍川スポーツ広場（121）

  - 1984年（昭和59年）4月現在の時刻表では神明町経由のみとなり、桜町まで延伸している。なお運行系統は桜町発静岡駅、新静岡経由桜町行となっており、朝のみ新静岡発、夜のみ新静岡止まりの区間便が存在した。
    - 静岡駅前（→ 新静岡 →）- 県庁前 - 中町 - 八千代町 - 安西一丁目 - 安西二丁目 - 神明町 - 神明神社前 - 水道町 - 水道町北 - 平和町  - 安倍川スポーツ広場 - 桜町（120）

  - 1988年（昭和63年）12月25日 - バスロケーションシステムの供用を開始した。[69]
  - 1990年（平成２年）４月現在の路線図では安西二丁目停留所が静岡厚生病院に名称変更されている。

### 中部国道線
新静岡 - 静岡駅前 - 中町 - 本通十丁目 - 手越 - 丸子営業所 - 二軒屋大鈩不動尊入口 - 宇津ノ谷峠入口 - 藤枝市岡部支所前 - 岡部営業所（85） - 水守 - 藤枝大手 - 蓮華寺池公園入口 - 千才 - 藤枝駅前（84）
- 岡部営業所との共管路線になっている。(平日のみ)

### 丸子線
- 運行系統および主要停留所
  - 新静岡 - 静岡駅前 - 中町 - 本通十丁目 - 手越 - 佐渡（さわたり） - 丸子営業所（80）

- 概説
  - 「中部国道本線」の丸子地区から静岡駅への輸送力増強のために1960年代前半に開設された路線である。 1950年代後半に国道1号新道および駿河大橋の建設が進められ、安倍川右岸に宅地開発が進行した事から、1960年代に入ると新路線が相次いで開設された。駿河大橋の開通に先駆けて、1960年に新国道の清閑町、南安倍町、安倍川橋を経由して静岡駅と市営向ヶ丘団地を結ぶ「向敷地線」が開設され、さらに駿河大橋の開通後に、丸子団地の建設が進む国道1号の丸子旧道から新国道、駿河大橋を経由して二軒家と静岡駅を結ぶ「丸子線」が開設された。
  - 開設当初は「中部国道本線」に旧道の宇都ノ谷から丸子旧道を経由し、安倍川橋、本通りを経由して静岡駅を結ぶ系統が併存したが、1960年代末期に宇都ノ谷以東から丸子旧道、本通りを経由する系統が「丸子線」として統合され、駿河大橋と清閑町を経由する系統は「丸子清閑町線」として分離された。
  - 丸子営業所開設以降は中部国道本線の遅延対策と営業所の入出庫を兼ねた運用が行われており、現在も平日日中は主に20分間隔、土日祝日は概ね15分間隔で運行されている。
  - 岡部営業所との共管路線になっている。(平日のみ)
- 沿革
  - 1961年（昭和36年）5月16日 -国道1号新道、駿河大橋が開通した。
  - 1962年（昭和37年）4月23日 - 「中部国道本線」の旧道経由（静岡駅 - 二軒家間）に、新たに駿河大橋を経由する系統を開設し「丸子線」として分離した。同年11月現在の時刻表では１日８往復が運行されていた。
    - 静岡駅前 - 駿河大橋 - 佐渡 - 細工所 - 丸子五丁目 - 丸子四丁目 - 丸子橋 - 二軒家

  - 1963年（昭和38年）9月 - 丸子営業所の開設に伴い静岡第二営業所から同営業所に移管された。
  - 1964年（昭和39年）5月1日 - 本通経由が運行を開始し、次の2系統となった。
    - 駿河大橋経由：静岡駅前 - 駿河大橋 - 佐渡 - 静鉄ストアー前 - 丸子車庫前 - 細工所 - 丸子五丁目 - 丸子四丁目 - 丸子橋 - 二軒家
    - 本通り経由：静岡駅前 - 県民会館前 - 中町 - 本通三丁目 - 安倍川橋 - 手越 - 轟橋 - 佐渡 - 静鉄ストアー前 - 丸子車庫前

  - 1966年（昭和41年）5月10日 - 新静岡センター新バスターミナルの完成により新静岡発着となった。
    - 丸子線（駿河大橋経由・本通経由）
      - 新静岡 - 静岡駅前 - 駿河大橋 - 佐渡 - 静鉄ストアー前 - 丸子車庫前 - 細工所 - 丸子五丁目 - 丸子四丁目 - 丸子橋 - 二軒家
      - 新静岡 - 静岡駅前 - 県民会館前 - 中町 - 本通三丁目 - 安倍川橋 - 手越 - 轟橋 - 佐渡 - 静鉄ストアー前 - 丸子車庫前

    - 中部国道本線（宇都ノ谷系統・本通り経由）
      - 新静岡 - 静岡駅前 - 県民会館前 - 中町 - 本通三丁目 - 安倍川橋 - 手越 - 轟橋 - 佐渡 - 静鉄ストアー前 - 丸子車庫前 - 丸子五丁目 - 丸子四丁目 - 丸子二丁目 - 丸子橋 - 二軒家 - 赤目ヶ谷 - 赤目ヶ谷西 - 逆川口 - 宇都ノ谷入口 - 宇都ノ谷

  - 1969年（昭和44年）5月16日 - 路線再編により「中部国道本線」の二軒家系統（丸子旧道、本通り経由）が「丸子線」に統合され、駿河大橋経由の新静岡 - 丸子営業所間が「丸子清閑町線」として分離された。
  - 1973年（昭和48年）の路線図では次の系統が存在した。
    - 丸子線 （本通り経由）
      - 新静岡 - 静岡駅前 - 中町 - 本通三丁目 - 安倍川橋 - 手越 - 佐渡 - 丸子車庫前（80）- 二軒家（81） - 宇都ノ谷（82）

    - 丸子清閑町線（清閑町経由）
      - 新静岡 - 静岡駅前 - 西門町 - 清閑町 - 清閑町西 - 南安倍町 - 佐渡 - 丸子車庫前（89）

  - 1975年（昭和50年）12月25日 - 同日現在の時刻表では二軒家 - 宇都ノ谷間が廃止されている。[70]
  - 1983年（昭和58年）3月 - 国鉄静岡駅北口広場整備事業の完了により、下りのみ静岡駅構内の北口バスターミナルへの乗り入れを開始した。

### 丸子清閑町線
- 運行系統および主要停留所
  - 新静岡 - 静岡駅前 - 清閑町（せいかんちょう） - 駿河大橋 - 佐渡 - 丸子営業所（89）

- 概説
  - 丸子営業所から国道1号を経由して静岡駅・新静岡を結ぶ路線であり、ラッシュ時を除き約1時間間隔で運行される。
  - 本通りを経由する丸子線との誤乗を防ぐため、方向幕に「清閑町経由」と大きく表示されるほか、2010年10月からは「清閑町経由」の部分が反転表示されるようになった。
- 沿革
  - 1972年（昭和47年）11月 - 同月現在の路線図では次の経路を運行していた。[71]
    - 新静岡 - 静岡駅前 - 西門町 - 清閑町 - 清閑町西 - 南安倍町 - 轟橋 - 佐渡 - 静鉄ストアー前 - 丸子車庫（89）

  - 1975年（昭和50年）12月25日 - 同日現在の時刻表では各駅停車は朝の上りのみで、他は全て急行運転を行っていた。[70]
    - 急行停車停留所： 新静岡 - 静岡駅前 - 佐渡 - 静鉄ストアー前 - 丸子車庫（89）

  - 1984年（昭和59年）4月 - 同月現在の路線図では次の経路を運行しており、静鉄ストアー前が丸子三丁目となっている。
    - 新静岡 - 静岡駅前 - 西門町 - 清閑町 - 清閑町西 - 南安倍町 - 轟橋 - 佐渡 - 丸子三丁目 - 丸子車庫（89）

  - 2017年（平成28年）3月26日 - ダイヤ改正により、土日祝日運休となった。

### 用宗線
- 運行系統および主要停留所

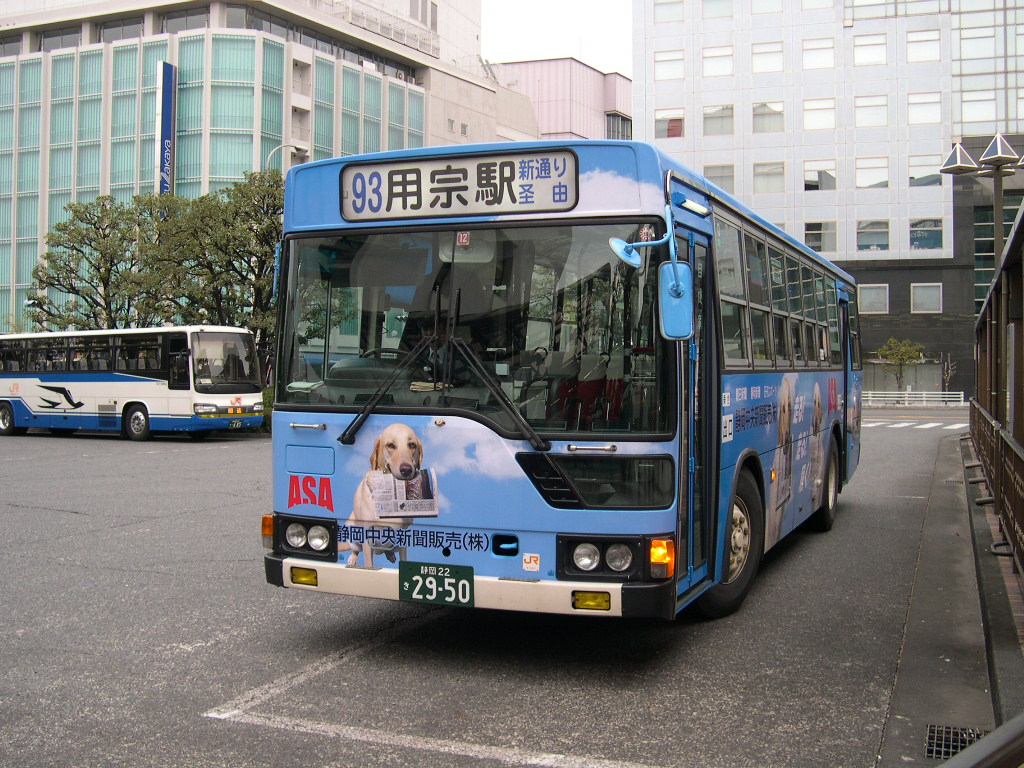
用宗線・新通り経由時代

  - 新静岡 - 静岡駅前 - 七間町 - 駒形二丁目 - 駒形小学校前 - 駿河大橋 - 川原 - （安倍川駅） - 静岡西郵便局用宗漁港入口 - （用宗老人福祉センター） - 用宗駅前（93）

- 概説
  - 新静岡・静岡駅から安倍川右岸の長田地域を東海道本線と並行して用宗駅まで結ぶ郊外路線であり、本路線は事業者単独では路線維持が困難なことから、静岡市の補助（静岡市バス路線維持費補助金）を受けて運行している。用宗駅周辺については、基本的に静岡西郵便局用宗漁港入口から直接用宗駅前まで入るルートであるが、日中の一部運行は用宗老人福祉センター経由となる。この場合の経由地表示は「駒形通り・老人福祉センター経由」となる。
  - 路線としては長い歴史を持ち、1920年代に待月自動車が開設した静岡駅 - 長田村石部間の路線を静岡電気鉄道が承継し、さらに1930年代に藤相鉄道との共同出資により設立された駿遠自動車（静岡乗合自動車に改称）を経て静岡鉄道の路線となった。
  - 戦後は静岡乗合自動車から承継した新通り・梅屋町経由の静岡駅 - 安倍川橋間の系統を統合して静岡 - 用宗間の運行を再開し、「海岸本線」「吉永線」として焼津を経由して御前崎や島田まで延伸したが、1950年代末期に車両の増強と共に路線再編が行われ、静岡 - 用宗区間の運行が「用宗線」として分離された。
  - 1960年代前半に国道1号新道と駿河大橋が開通して以降は長田地域の宅地開発が進行し、川原から分岐し下川原地区に至る「下川原線」が開設され、1960年代半ばには青木、小坂経由は「小坂線」に分離された。さらに国道150号新道および南安倍川橋が開通した1970年代には日本住宅公団が下川原団地を建設し、下川原系統が下川原団地まで延伸した。また、市内から安倍川左岸河口の中島地区を結ぶ「中原池ヶ谷線」も南安倍川橋を経由して下川原団地への乗り入れを開始した。
  - 1980年代半ばには東海道本線に安倍川駅が開業し、これに合わせて支線系統の再編を行い「安倍川駅線」や「東新田下川原線」が誕生したが、一方で当時の国鉄が都市型高頻度ダイヤを導入した事により東海道本線と並行する「用宗線」の利用者は減少し、併行する「静岡焼津線」も新静岡 - 大崩入口区間を「用宗線」に整理統合し、1990年には廃止された。さらにバス事業の規制緩和を控えた1990年代末期には「不採算路線計画」に盛り込まれ、静岡市と協議の結果、市の欠損補助により系統が維持されるようになった。
  - 2000年代のオムニバスタウン指定や、道路運送法改正に伴う地域公共交通会議の設置以降は、静岡市や沿線地域の要望を取り入れながら日中の用宗老人福祉センター経由や、新通り経由から駒形通り経由への変更、安倍川橋経由から駿河大橋経由への変更等、路線維持のための施策がとられたが利用者の増加には至っておらず、[72]令和4年度には県生活交通確保対策協議会に対して「東新田下川原線」「丸子小坂線」と共に全区間の退出意向の申出が行われている。[73] 一方で、駿河区の誕生以降、長田地域の市議から提案されていた安倍川駅や用宗駅を起終点とした長田地区循環バスが、安倍川駅周辺整備事業を機に再び議論されるようになり、長田地区の新規参入事業者による実証試験として運行が計画されている。[74]
- 沿革
  - 1923年（大正12年）6月20日 - 静岡自動車が「新通川越線」として静岡駅前から新通りを経由して弥勒までの路線を開設した。[51][75]
    - 静岡駅前 - 両替町二丁目 - 新通 - 弥勒安倍川橋畔

  - 1924年（大正13年）- 待月自動車が中町から本通経由で用宗、安倍郡長田村石部に至る路線を開設した。[76][77]
  - 1933年（昭和8年）4月26日 - 静岡電気鉄道が待月自動車を買収し、路線を承継した。用宗街道（現 県道416号）広野経由と長田街道（現 県道366号）青木経由が存在した。[78]
    - 静岡駅 - 中町 - 手越 -（ - 廣野 - ・ - 手越原 - 青木 - ）- 用宗 - 石部

  - 1935年（昭和10年）4月 - 世界恐慌のなか日本興業銀行の管理下にあった静岡電気鉄道が、用宗から浜当目を経由し焼津に至る県道のバス営業権の取得について争っていた藤相鉄道と、興銀の仲介によって共同出資による駿遠自動車株式会社を設立した。[79]
  - 1937年（昭和12年）4月10日 - 駿遠自動車が静岡市内の循環路線を運行する静岡自動車と合併し、静岡乗合自動車株式会社に改称し、「新通川越線」区間が静岡乗合自動車に承継された。[80] [81]
  - 1939年（昭和14年）6月 - 同時期発効の静岡乗合自動車の路線図付乗車券では大崩入口まで延伸しており、大崩入口 - 浜当目間が予定線として点線で結ばれていた。[82]
    - 静岡駅 - 中町 - 安倍川橋（ - 手越ガード - 東新田 - 下川原 - 廣野 - ／ - 手越原 - 元役場前 - 寺田 - 青木 - ）用宗 - 大崩入口  ・・・浜當目 - 新屋 - 焼津駅

  - 1943年（昭和18年）5月15日 - 静岡鉄道に承継された。[83]
  - 1946年（昭和21年）5月25日 - 静岡鉄道が静岡 - 用宗間の運行を再開した。[66]
  - 1950年（昭和25年）4月 - 新車5両を購入し、静岡から用宗、焼津を経由し相良に至る直通路線（海岸本線）の運行を開始した。[84][85][86]
  - 1953年（昭和28年）9月 - 同月改正の時刻表では静岡 - 大崩入口間は「海岸本線」「吉永線」が運行しており、「海岸本線」が広野経由、「吉永線」が青木経由であった。[87]
    - 海岸本線：清水 - 静岡 - 広野 - 用宗 - 大崩 - 焼津 - 大富 - 宗高 - 大井川 -（略）- 御前崎
    - 吉永線：静岡 - 轟橋 - 青木 - 用宗 - 大崩 - 焼津 - 吉永 - 忠兵衛 - 道悦島 - 島田

  - 1958年（昭和33年）7月 - 車両の増強と共に路線が再編され、「吉永線」を焼津 - 飯渕間に縮小し、静岡 - 用宗の区間系統が増回の上「用宗線」となった。両替町経由と昭和町経由があり、さらにのちの「小坂線」となる青木・小坂系統も開設されている。[88][89]
    - 広野廻り：静岡駅前 - 紺屋町 - 昭和町 - 七間町 - 梅屋町 - 新通川辺町 - 手越 - 東新田 - 変電所入口 - 広野 - 用宗（- 大崩入口）
    - 青木廻り：静岡駅前 - 紺屋町 - 昭和町 - 七間町 - 梅屋町 - 新通川辺町 - 手越 - 轟橋 - 青木 - 巴川製紙前 - 小坂入口 - 用宗
    - 青木廻り両替町経由：静岡駅前 - 紺屋町 - 両替町二丁目 - 梅屋町 - 新通川辺町 - 手越 - 轟橋 - 青木 - 巴川製紙前 - 小坂入口 - 用宗
    - 青木・小坂廻り：静岡駅前 - 紺屋町 - 昭和町 - 七間町 - 梅屋町 - 新通川辺町 - 手越 - 轟橋 - 青木 - 大和田入口 - 小坂 - 小坂入口 - 用宗

  - 1962年（昭和37年）12月15日 - 「下川原線」の開設に伴い、従来の広野経由の下川原停留所が広野口に変更された。[90]
    - 下川原線：静岡駅前 - 郵便局前 - 梅屋町 - 安倍川橋 - 川原 - 川原中 - 下川原
    - 変電所経由：静岡駅前 - 郵便局前 - 梅屋町 - 安倍川橋 - 川原 - 変電所前 - 広野口 - 広野 - 用宗

  - 1963年（昭和38年）9月 - 丸子営業所の開設により静岡第二営業所から運行が移管された。
  - 1964年（昭和39年） - 車両制限令の完全施行を前に両替町経由が廃止され、運行経路の一部が変更された。
  - 1966年（昭和41年）5月10日 - 新静岡センター開業時の時刻表では青木・小坂経由の用宗行は「小坂線」として分離されている。
  - 1969年（昭和44年）- 東名高速道路の建設および国道150号新道（安倍川バイパス）の建設工事に伴い「下川原線」が東名高速道路の側道を経由して用宗まで延伸し「用宗線」の下川原経由として統合された。
  - 1970年（昭和45年）8月15日 - 国道150号安倍川バイパスおよび南安倍川橋が開通した。[91]
  - 1972年（昭和47年）11月 - 同月現在の路線図では、新通り経由の新静岡 - 手越間には次の系統が存在した。[71]
    - 下川原経由： 新静岡 - 静岡駅前 - 紺屋町 - 常盤町 - 新通小学校前 - 手越 - 東新田 - 川原 - 長田東団地 - 下川原（90） - 広野口 - 広野 - 用宗駅前 （91）
    - 変電所経由・静岡焼津線（準急）：新静岡 - 静岡駅前 - 紺屋町 - 常盤町 - 新通小学校前 - 手越 - 東新田 - 川原 - 変電所前 - 広野口（92）- 広野 - 用宗駅前 （93）- 石部 - 大崩入口 - ヘルスセンター前 - 虚空蔵尊入口 - 当目大橋 - 焼津駅前（94）-（略）- 住吉新田（95） -（略）- 榛原町（96）
    - 小坂線： 新静岡 - 静岡駅前 - 紺屋町 - 常盤町 - 新通小学校前 - 手越 - 轟橋 - 鎌田 - 鎌田四ツ角 - 寺田 - 青木（ - 巴川製紙前（97）- 小坂入口 ・- 大和田入口 - ）- 小坂農協前 - 小坂公民館前（98）

  - 1974年（昭和49年）- 下川原二丁目付近に県営東長田団地、桃園町付近に日本住宅公団により下川原団地が建設され、下川原系統が下川原団地と国道150号新道を経由するようになり、「中原池ヶ谷線」も中島から国道150号南安倍川橋を経由して下川原団地への乗り入れを開始した。また、これに併せて下川原停留所が再び下川原五丁目付近に移転した。[92][93]
  - 1975年（昭和50年）12月25日 - 同日現在の時刻表では3系統が存在した。[70]
    - 下川原経由： 新静岡 - 静岡駅前 - 紺屋町 - 常盤町 - 新通小学校前 - 手越 - 東新田 - 川原 - 長田東団地 - （- 下川原団地（90））- 下川原団地入口 - 広野 - 用宗駅前 （91）
    - 変電所経由： 新静岡 - 静岡駅前 - 紺屋町 - 常盤町 - 新通小学校前 - 手越 - 東新田 - 川原 - 変電所前 - 広野 - 用宗駅前 （93）

  - 1978年（昭和53年）5月 - 国道150号大崩バイパス（焼津市八楠 - 広野間）が開通し[94]「静岡焼津線」の焼津駅以遠への直通系統が本通りと同バイパス経由に変更された。
  - 1981年（昭和56年）3月24日 - 東新田高層市営住宅が完成し、[95]丸子新田から現在の川原通り（市道東新田下川原線）に分岐する支線系統として「東新田団地線」が開設された。
  - 1985年（昭和60年）3月14日 - 東海道本線の用宗 - 静岡間に安倍川駅が開業し、これに併せた系統再編とダイヤ改正が行われた。「静岡焼津線」の新静岡 - 大崩系統が「用宗線」に統合され、大崩入口までは平日4往復、日祝日5往復の運行となった。また、下川原系統が安倍川駅に接続する「安倍川駅線」となり、下川原団地から静岡駅方面は川原通り（市道東新田下川原線）の開通に伴い「東新田団地線」と統合し「東新田下川原線」として分離された。
    - 新通り経由：新静岡 -（ → 静岡駅前 →・← 御幸町 ← ）- 紺屋町 - 常盤町 - 新通小学校前 - 手越 - 東新田 - 川原 - 変電所前 - 広野 - 用宗駅前（93） - 石部 - 大崩入口（95）

  - 1990年（平成2年）- 「静岡焼津線」の廃止に伴い、新通り経由で新静岡 - 手越間を併行していた「東新田下川原線」が本通り経由となった。
  - 1994年（平成5年）7月10日 - 同日現在の路線図では用宗駅 - 大崩入口間が廃止されている。[96]
  - 1998年（平成10年）- 「不採算路線計画」に全面廃止として盛り込まれ、静岡市と協議の結果、欠損補助による路線の存続が決定した。[97]
  - 2017年（平成29年）5月15日 - 新通り経由から七間町・駒形通り経由へ経路が変更された。
  - 2018年（平成30年）3月25日 - 安倍川橋経由から駿河大橋経由となり、一部の運行が安倍川駅経由となった。

### 東新田下川原線
- 運行系統および主要停留所

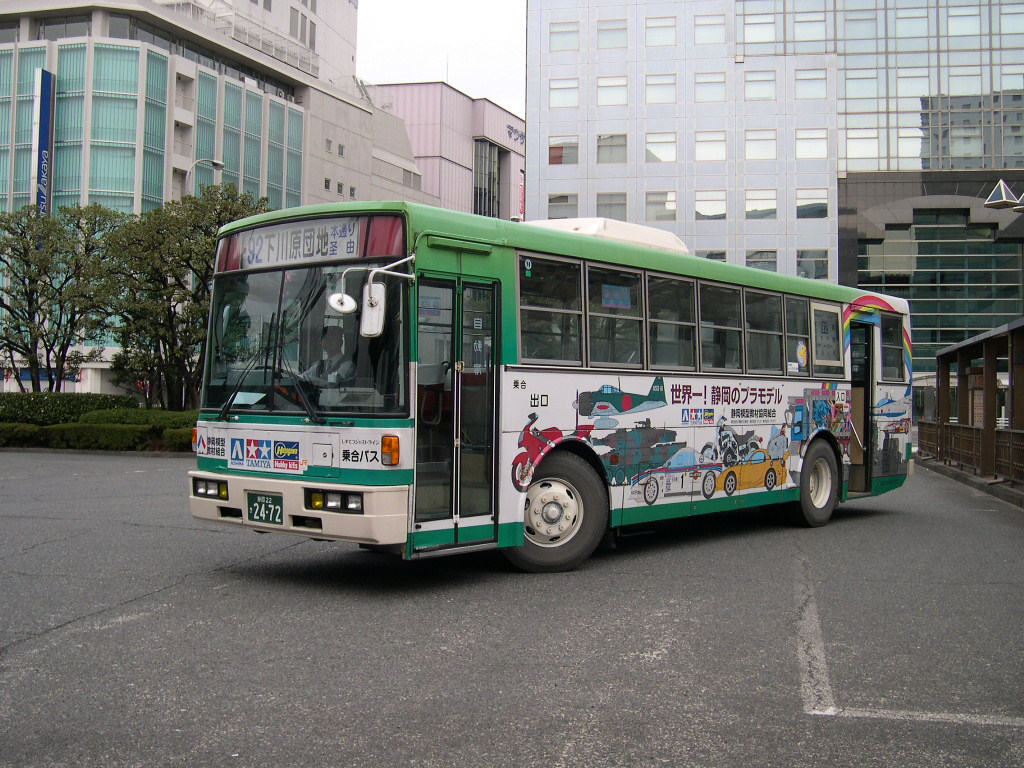
東新田下川原線（2000年代前半に撮影）

  - 新静岡 - 静岡駅前 - 中町 - 本通十丁目 - 手越 - 東新田（とうしんでん）団地前（92） - 下川原団地 - 徳洲会病院（92）

- 概説
  - 静岡市中心市街と安倍川右岸河口付近の下川原地区を川原通りを経由して結ぶ郊外路線であり、1980年代半ばの安倍川駅の開業にあわせて「用宗線」の支線系統を再編して開設された。東新田団地前 - 下川原団地間は事業者単独では路線維持が困難なことから、静岡市の補助（静岡市バス路線維持費補助金）を受けて運行している（下川原団地 - 徳洲会病院間は中原池ヶ谷線との重複区間である）[49]。
  - 静岡駅前においては、安倍川左岸の県道84号（静岡インター通り）を経由して終点を同じくする「中原池ヶ谷線」との誤乗防止のため、方向幕には「本通り・東新田」と大きく表示される。
- 沿革
  - 1985年（昭和60年）3月14日 - 安倍川駅が開業した。これに併せて「用宗線」の下川原系統と「東新田団地線」が整理統合され「東新田下川原線」となった。
    - 新静岡 - 静岡駅前 - 紺屋町 - 常盤町 - 新通小学校前 - 手越 - 丸子新田 - 東新田北 - 長田東小学校 - 東新田団地前 - ゴルフセンター前 - 下川原二丁目 - 天満宮公園 - 下川原 - 下川原団地（92）

  - 1990年（平成2年）- 本通りを経由する「静岡焼津線」の廃止に伴い本通り経由に変更された。
    - 新静岡 -（ → 静岡駅前 →・← 伝馬町 ←）- 県庁市役所前 - 中町 - 本通三丁目 - 手越 - 丸子新田 - 東新田北 - 長田東小学校前 - 東新田団地前 - ゴルフセンター前 - 下川原二丁目 - 天満宮公園前 - 下川原 - 下川原団地（92）

  - 2005年（平成17年）4月1日 - 静岡徳洲会病院の開院にあわせ下川原団地から同院まで延伸した。
  - 2015年（平成27年）3月 - ダイヤ改正により日中の運行本数が毎時2本に減便された。
  - 2024年（令和6年）1月16日 - ダイヤ改定により、平日の下り最終便は東新田団地前止となる。

### 大浜麻機線
- 麻機（あさばた）北（73）・麻機（72） - 麻機小学校 - 唐瀬（74） - 北安東三丁目 - 安東一丁目 - 中町 - 新静岡 - 静岡駅前 - 馬渕三丁目 - 見瀬Daiichi-TV入口 - 大浜・大浜プール（26）
  - 2020年8月24日のダイヤ改正で平日に限り、唐瀬営業所、小鹿営業所との共管となった。
  - 2021年3月29日のダイヤ改正より平日朝1便のみ大浜発中町止まりの便を担当している。

### 県立病院高松線
- 運行系統および主要停留所
  - 唐瀬営業所（90） - 県立総合病院（70） - 柳新田辻 - アイセル21 - 英和女学院前 - 中町 - 新静岡 - 静岡駅前 - 南郵便局ツインメッセ前 - 登呂コープタウン（20。唐瀬営業所発便は22）
  - この路線も大浜麻機線と同じく2020年8月24日のダイヤ改正で平日に限り、唐瀬営業所、小鹿営業所との共管となった。
  - 2021年3月29日のダイヤ改正より平日朝1便のみ登呂コープタウン発中町止まりの便を担当している。

### 中原池ヶ谷線
唐瀬営業所（71） - 池ヶ谷 - 臨済寺前 - 赤鳥居 浅間神社入口 - 中町 - 新静岡 - 静岡駅前 - 中原町 - 静岡インター入口 -  中島 - 下川原団地 - 徳洲会病院（27）
- 2008年10月から唐瀬営業所との共管となっている。以前は新静岡－徳洲会病院の区間便のみが共管となっていたが、2011年10月からは平日に限り全区間直通便の一部を担当するようになり、現在は土日祝でも全区間直通便の一部を担当するようになった。
- 静岡駅前においては、東新田下川原線との誤乗防止のため、方向幕には「中原・中島」と大きく表示される。

### 美和大谷線
- 運行系統および主要停留所
  - 静岡駅前 - 栄町 - 下横田 - 競輪場入口 - 堀ノ内 - 静岡大学（35）
- 概説
  - 鳥坂営業所と小鹿営業所の共管路線である。
  - 朝の静岡駅前発静岡大学行を担当している。

→詳細は「しずてつジャストライン鳥坂営業所 § 美和大谷線」を参照

### 牧ヶ谷線
- 運行系統および主要停留所
  - 新静岡 - 静岡駅前 - 中町 - 本通十丁目 - 手越 - 静岡西高校 - 県工業技術研究所 - 牧ヶ谷 - 南藁科小学校 - 谷津ターミナル（96）

- 概説
  - 1970年代初頭に「向敷地線」が廃止されて以降、安倍川および藁科川右岸の向敷地、長田北地区は路線バス空白地帯となっていたが、1990年代初頭に国道1号静清バイパス牧ヶ谷ICへの接続道路として、南藁科街道の拡幅工事が行われたことにより、静岡西高校や県工業試験場への通勤・通学路線として再び路線が開設された。本路線は事業者単独では路線維持が困難なことから、静岡市の補助（静岡市バス路線維持費補助金）を受けて運行している[49]。
  - 開設時には、安倍川左岸から安西橋を経由して支流の藁科川左岸の羽鳥地区から牧ヶ谷橋を経由して小瀬戸に至る「南藁科線」が併存していたが、2013年（平成25年）春に廃止となり、現在は牧ヶ谷、南藁科地区を運行する唯一の路線となっている。
- 沿革
  - 1972年（昭和47年）- 「向敷地線」が廃止された。
  - 1977年（昭和52年）4月 - 静岡市牧ヶ谷に静岡西高校が開校した。[98]
  - 1982年（昭和57年）12月15日 - 静岡県工業試験場（現 静岡県工業技術研究所）の静岡市駒形から牧ヶ谷への移転新築工事が完了した。[99]
  - 1986年（昭和61年）- 安倍川橋から国道1号静清バイパス牧ヶ谷ICへの接続道路（都市計画道路手越牧ヶ谷線）として、南藁科街道（市道牧ヶ谷中央線・市道手越向敷地1号線）の拡幅工事が開始された。
  - 1988年（昭和63年）- 国道1号静清バイパス（丸子IC - 羽鳥IC区間）が開通した。
  - 1991年（平成3年）4月1日 - 「牧ヶ谷線」が開設された。[100]
    - 新静岡 - 静岡駅前 - 中町 - 本通十丁目 - 手越 - 向敷地 - 長田北小学校 - 静岡西高校 - 県工業技術研究所（97） - 牧ヶ谷 - 南藁科小学校 - 小瀬戸 （96）

  - 1998年（平成10年）
    - 6月 - バス事業の規制緩和を前に事業者単独では維持困難な路線として不採算路線計画に盛り込まれた。
    - 7月1日 - 静岡西高校PTAが静岡市と静岡鉄道に路線存続の要望書を提出した。[101]

  - 1999年（平成11年）4月1日 - 静岡市による欠損補助路線となった。
  - 2013年（平成25年）3月29日 - 同日の運行を以って「南藁科線」が廃止された。
  - 2023年（令和5年）3月26日 - 小瀬戸入口 - 小瀬戸間が廃止され、谷津ターミナル発着に変更された[102]。

### 藁科線
- 運行系統および主要停留所
  - 新静岡 - 静岡駅前 - 七間町（下りのみ経由）/ 中町（上りのみ経由） - 安西四丁目 - 服織（はとり）中学校 - 新間 - 一色（133）・谷津ターミナル（139） - 株田 - 中藁科学校入口 - 大原森（134） - 水見色（140）・ - 夜打島 - 八幡（はちまん・135） - 久能尾（きゅうのお・136）・ 小島 - 坂ノ上（さかのかみ・137） - 日向（ひなた・138）

- 概説

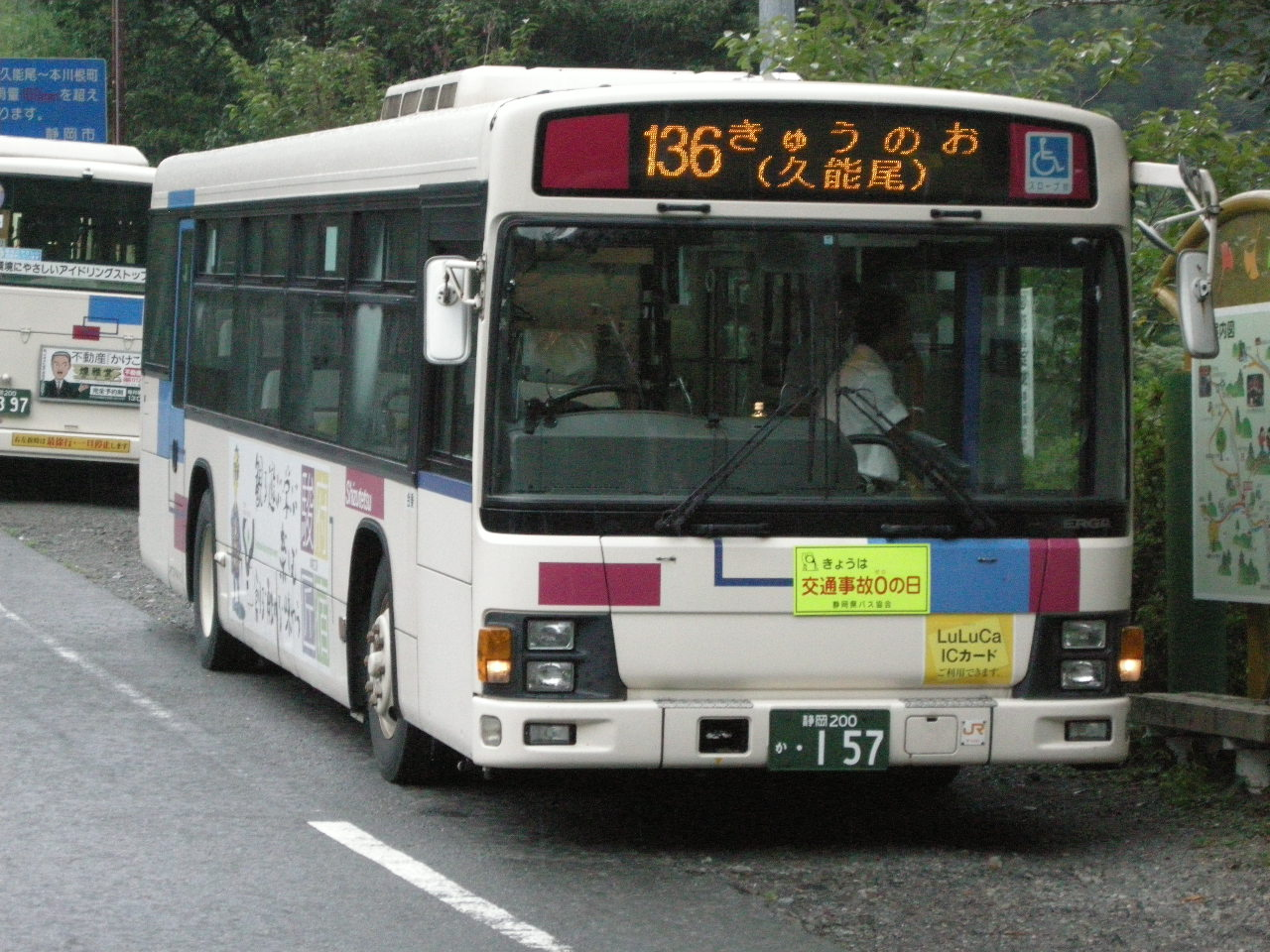
藁科線久能尾行き。行先がひらがな表記されるのが特徴

  - 1920年代に静岡自動車が開設した路線を源流としており、[62][103]静岡自動車から分離独立した静岡遊覧運輸（戦時中 遊覧という社名が不適切という理由から静岡交通自動車に変更）を経て、戦時統合により静岡鉄道の路線となり、戦後「藁科線」として運行が再開され現在に至る。[65][80][104]
  - 静岡市中心部から藁科街道（現 国道362号線）に沿って藁科川流域を遡上する複数の系統によって構成されており、新静岡 - 谷津ターミナル間には区間便が多数設定され、概ね10～15分間隔で運行している。なお、藁科川右岸の小瀬戸に至る系統は「牧ヶ谷線」として区別されており、（136）久能尾行は「石田街道線」の久能山下行との誤乗防止のため、「きゅうのお」と行先がひらがな表記される。
  - 1960年代後半以降、羽鳥団地や蛍ヶ丘団地など、服織、新間地域の宅地開発により新系統が開設されるなど輸送力が増強されていったが、[105]一方で八幡以遠の山間区間は1990年代前半には赤字路線となり、市の区間補助により系統が維持されるようになった。[106]以降、赤字区間は拡大し、現在では谷津ターミナル - 日向／久能尾／水見色間及び蛍ヶ丘団地前 - 一色間が区間補助の対象となっている[49]。
  - 山間系統は大型車の離合が困難な狭隘区間（静岡県道60号南アルプス公園線）が多く、1970年代後半にバックカメラ付のショートホイールベース車の導入によりワンマン化が行われた。[39] また、1970年代に日向 - 崩野入口間が路面の崩落により廃止されるなど、[107]大雨により道路障害が発生したり通行規制が行われる区間でもあるため、現在も雨量により運休となる場合がある。
  - 静岡市がオムニバスタウンに指定された2000年代以降は、住民とバス事業者、市の3者が協力しあい、半年から1年程度の試験運行を行い、その利用状況や問題点などを整理した後、本格的な導入を図る「地域生活交通維持対策事業」により、水見色地区に新規系統が開設されるなど、[108]路線バス空白地域の解消を目的とした系統の再編が行われた。また、2013年（平成25年）には静岡市と共同で、谷津ターミナルが開設され、日中の山間系統にデマンドバスを導入し、系統維持に取り組んでいる。
  - 新静岡 - 谷津ターミナル間の区間便は基本的に一番町経由（139-1）だが、平日の一部の便は上下とも八千代町・静岡厚生病院経由（139-2）として運行されていたが現在は廃止されている。
- 沿革
  - 1923年（大正12年）
    - 3月19日 - 静岡自動車が申請した呉服町経由の静岡駅前 - 安西五丁目間の路線が認可され、「安西線」として運行を開始した。[51][109]
      - 静岡駅前 - 呉服町 - 札の辻交差点 - 安西二丁目 - 安西四丁目 - 安西五丁目

    - 12月6日 - 静岡駅 - 清澤村黒俣久能尾（きゅうのお）間の路線が認可された。[103]
      - 栄町（静岡駅構内）- 服織村 - 中藁科村 - 久能尾

  - 1924年（大正13年）5月1日 - 静岡自動車が安西五丁目から清澤村八幡までの路線を開設した。[110]
  - 1925年（大正14年）- 同年の時刻表では静岡駅前から八幡までの直通運行は無く、「安西線」が1日13往復、「八幡線」安西五丁目発八幡行が1日10本、八幡発安西行が9本運行されていた。 [111]
    - 安西線：静岡駅前 - 安西五丁目
    - 八幡線：安西五丁目 - 羽鳥 - 新間 - 株田 - 奈良間 - 富澤 - 八幡

  - 1928年（昭和3年）- 静岡駅前 - 安西五丁目間に新たに「三番町線」が開設された。[51]
  - 1930年（昭和5年）10月1日 - 「八幡線」は安西五丁目から招魂社前、八幡から久能尾まで延伸し「藁科街道久能尾行」として1日13往復が運行されていた。[112]
    - 招魂社前 - 安西三丁目 - 安西四丁目 - 安西五丁目 - 藁科橋 - 山崎新田 - 羽鳥 - 新間 - 谷津 - 株田 - 奈良間 - 富澤 - 八幡 - 相俣 - 久能尾

  - 1931年（昭和6年）6月16日 - 「三番町線」は新たに開設された市内循環「第二循環線」に整理され、静岡駅を起点とし静岡駅 - 安西五丁目間は「安西線」と同ルートを経由する「藁科線」となった。[51]
    - 静岡駅前 - 紺屋町 - 呉服町通り - 札の辻交差点 - 県庁前 - 赤十字病院 - 本通り一丁目 - 金座町 - 茶町 - 上桶屋町 - 柚木町 - 安西一丁目 - 安西二丁目 - 招魂社前 - 安西三丁目 - 安西四丁目 - 安西五丁目 - 藁科橋 - 山崎新田 - （略）- 八幡 - 久能尾

  - 1933年（昭和8年）12月7日 - 静岡自動車から静岡遊覧運輸が分離独立して設立され「藁科線」の営業権が承継された。[103][104]
  - 1936年（昭和11年）
    - 6月 - 同月現在の時刻表では静岡駅前 - 久能尾間に1日13往復が運行されていた。[113]
    - 11月 - 遊覧という社名が戦時下に不適切だという理由から、静岡交通自動車に変更された。[80]

  - 1942年（昭和17年）3月 - 静岡市観光協会発行の時刻表では次の経路を運行していた。[114]
    - 静岡駅 - 安西二丁目 - 安西五丁目 - 山崎 - 羽鳥 - 新間 - 谷津 - 株田 - 奈良間 - 富澤 - 八幡 - 相俣 - 久能尾

  - 1943年（昭和18年）5月15日 - 戦時統合により静岡鉄道に承継された。[115]
  - 1953年（昭和28年）9月 - 静岡鉄道の時刻表では次の2系統が存在した。
    - 静岡駅 - 山崎 - 羽鳥 - 八幡 - 久能尾
    - 静岡駅 - 山崎 - 羽鳥 - 八幡 - 日向

  - 1956年（昭和31年）- 静岡第二営業区の管轄となった。
  - 1962年（昭和37年）6月1日現在の時刻表では次の系統が存在し、区間系統（新静岡 - 八幡）も存在した。
    - 新静岡 - 静岡駅前 - 羽鳥 - 株田 - 八幡 - 久能尾
    - 新静岡 - 静岡駅前 - 羽鳥 - 株田 - 八幡 - 小島 - 日向

  - 1963年（昭和38年）9月 - 静岡丸子営業所の開設に伴い静岡第二営業所から移管された。同月現在の時刻表では次の系統が存在した。[116]
    - 新静岡 - 静岡駅前 - 昭和町 - 七間町 - 本通三丁目 - 安西四丁目 - 羽鳥 - 株田
    - 新静岡 - 静岡駅前 - 昭和町 - 七間町 - 本通三丁目 - 安西四丁目 - 羽鳥 - 株田 - 八幡 - 久能尾
    - 新静岡 - 静岡駅前 - 昭和町 - 七間町 - 本通三丁目 - 安西四丁目 - 羽鳥 - 株田 - 八幡 - 小島 - 日向 - 崩野入口

  - 1966年（昭和41年）
    - 2月 - 新間地区で静岡商工福祉事業協同組合が建設する蛍ヶ丘団地の第1期工事が完成した。[117]
    - 4月18日 - 新安西橋が完成した。[118][119]

  - 1970年（昭和45年）10月20日 - 蛍ヶ丘団地が完工した。 [105]
  - 1972年（昭和47年）2月 - 日向 - 崩野入口間が道路の崩落により運休となり、安全確保の確認に至らぬまま、その後廃止となった。[107][120]同年11月現在の路線図では安西二丁目（静岡厚生病院）経由となっている。[71]
    - 新静岡 - 静岡駅前 - 七間町 - 本通三丁目 - 安西二丁目 - 安西四丁目 - 羽鳥団地(131) - 羽鳥 - 新間 -（ - ほたるが丘団地 - 一色（133））- 中小屋(132) - 株田 - 中藁科中学校（134）- 八幡（135）-（ - 久能尾（136））- 小島 - 坂ノ上（137） - 日向（138） - 崩野入口（139）

  - 1975年（昭和50年）12月 - 同月現在の時刻表では、ラッシュ時間帯の日向、久能尾発着に急行（南藁科入口、吉添、大柳、見性寺入口、新間、通過）と準急（山崎新田、南藁科入口、新間、通過）が設定されていた。
  - 1978年（昭和53年）バックカメラ付きの大型9mバスを導入し、全区間をワンマン化した。[39]
  - 1983年（昭和58年）3月の路線図では小島止まりの系統が開設されており、上りのみ安西二丁目、中町経由となっている。
    - 新静岡 - 静岡駅前 - 羽鳥団地(131) - 羽鳥 - 新間 -（ - ほたるが丘団地 - 一色（133）） - 中小屋(132) - 株田 - 中藁科学校前（134）- 八幡（135）-（ - 久能尾（136））- 小島（139）- 坂ノ上（137） - 日向（138）

  - 1992年（平成2年）4月1日 - 大原森への新系統（134）が開設された。[121]また平成元年度決算で八幡－久能尾（136）、八幡－日向間（137~138）が赤字区間となり、以降、いかにしてバス路線の廃止を食いとめるか、地元地域との協議が重ねられた。[106]
    - 新静岡 - 静岡駅前 - 羽鳥団地 - 羽鳥 - 新間 -（ - ほたるが丘団地 - 一色（133））- 中小屋（132）- 株田 - 中藁科学校前 -（ - 大原森（134））- 八幡（135）-（ - 久能尾（136））- 小島 - 坂ノ上（137） - 日向（138）

  - 2001年（平成13年）10月1日 - 静岡市の「地域生活交通維持対策事業」によって、大原森から水見色まで延伸した。[108][122][123]
    - 新静岡 - 静岡駅前 - 羽鳥団地 - 羽鳥 - 新間 - 中小屋 - 株田 - 中藁科学校前 - 大原森（134）- 水見色（140）

  - 2011年（平成23年）6月1日 - 大原トンネル開通に伴い株田－夜打島間でルートが変更となり、旧ルート上の中藁科学校停留所が廃止、新ルートに中藁科学校入口停留所が設置されて大原森方面と八幡方面の分岐点となった。
  - 2013年（平成25年）4月1日 - 谷津ターミナルの供用が開始され、水見色系統の大部分と日向・久能尾系統の一部便がデマンドバス化され、谷津を発着点とするようになった。
  - 2014年（平成26年）4月1日 - 日中は谷津ターミナルで運行系統が分割され、谷津ターミナルより先へ向かう場合はデマンドバス・一般路線バスに関わらず谷津ターミナルで乗り換えとなった。
  - 2015年（平成27年）3月 - 谷津ターミナルで分割されていた日中の新静岡からの系統が直通運行に戻された。

#### 藁科地区デマンドバス
2013年4月1日から運行を開始した。当初は3路線で運行されていたが、翌年1路線増設された。その後2021年3月限りで1路線が廃止され（後述）、現在は3路線での運行となっている。
新静岡－谷津ターミナルの区間便に接続し、専用車としてハイエースが3台用意された。いずれも運行1か月前から始発停留所発車90分前までに静鉄バスコールセンターへの電話予約が必要。パサールカード・LuLuCaも利用できる。
なお、谷津ターミナル - 日向・水見色・久能尾間は通常の路線バスも併せて運行される。
2025年4月1日のダイヤ改定により、バス運転者不足及びいわゆる2024年問題を影響を理由として平日運行のみとなる。
湯ノ島号
谷津ターミナル - 中藁科学校入口 - 八幡 - 小島 - 坂ノ上 - 日向 - 湯ノ島温泉
- 1日2往復の設定。小型車両での運行に伴い、1970年代に廃止された日向から崩野入口方面への乗り入れが再開され、これまでバスが運行していなかった湯ノ島温泉まで路線が延伸した。[107]

富厚里水見色号
谷津ターミナル - 富厚里（ふこうり）団地 - 中藁科学校入口 - 大原森 - 水見色
- 1日4往復の設定。デマンド化に伴い、これまでバスが経由しなかった富厚里地区にも運行されるようになった。

久能尾号
谷津ターミナル - 中藁科学校入口 - 八幡 - 久能尾
- 他の路線とは異なり、2014年4月1日から運行を開始。平日2往復・土休日1往復の設定。

### 日本平球技場線（Jリーグシャトル）
静岡駅前 -《直行》- 日本平スタジアム
清水駅東口 - 波止場・宮加三橋 - 日本平スタジアム
- 系統番号はない。
- 日本平スタジアムでの清水エスパルスの試合開催日に運行される。
- 日本平スタジアムからの静岡便、清水便ともに担当している。

### 特急静岡相良線
- 新静岡 - 静岡駅前 - 静岡IC入口 - 東名焼津西 - 東名大井川 - 吉田IC入口 - 片岡北吉田特別支援学校 - 吉田町役場 - 根松牧之原警察署入口 - 榛原総合病院（昼便のみ） - 静波海岸入口 - 相良営業所（101） - 浜岡営業所（101）
  - 浜岡営業所、相良営業所、鳥坂営業所との共管である。
  - 2019年4月1日のダイヤ改正で、特急静岡相良線を担当するようになった。
  - 2021年1月16日のダイヤ改正より、相良営業所から浜岡営業所までの延伸となった。丸子車両は浜岡営業所までは乗り入れない。

### 富士山静岡空港静岡線
新静岡 - 静岡駅前 - 静岡IC入口 - 東名焼津西 - 東名大井川 - 吉田IC入口 ・ 井口堺 - 富士山静岡空港
- 特急静岡相良線同様に浜岡営業所、相良営業所、鳥坂営業所との共管である。
- 2019年4月1日のダイヤ改正で、富士山静岡空港静岡線を担当するようになった。
- 丸子営業所が管轄する新静岡始発の富士山静岡空港行きの便は井口堺を経由せず、吉田インター入口を経由するようになっている。
- 詳細は「しずてつジャストライン相良営業所」を参照

## 県外高速線（高速乗合バス）

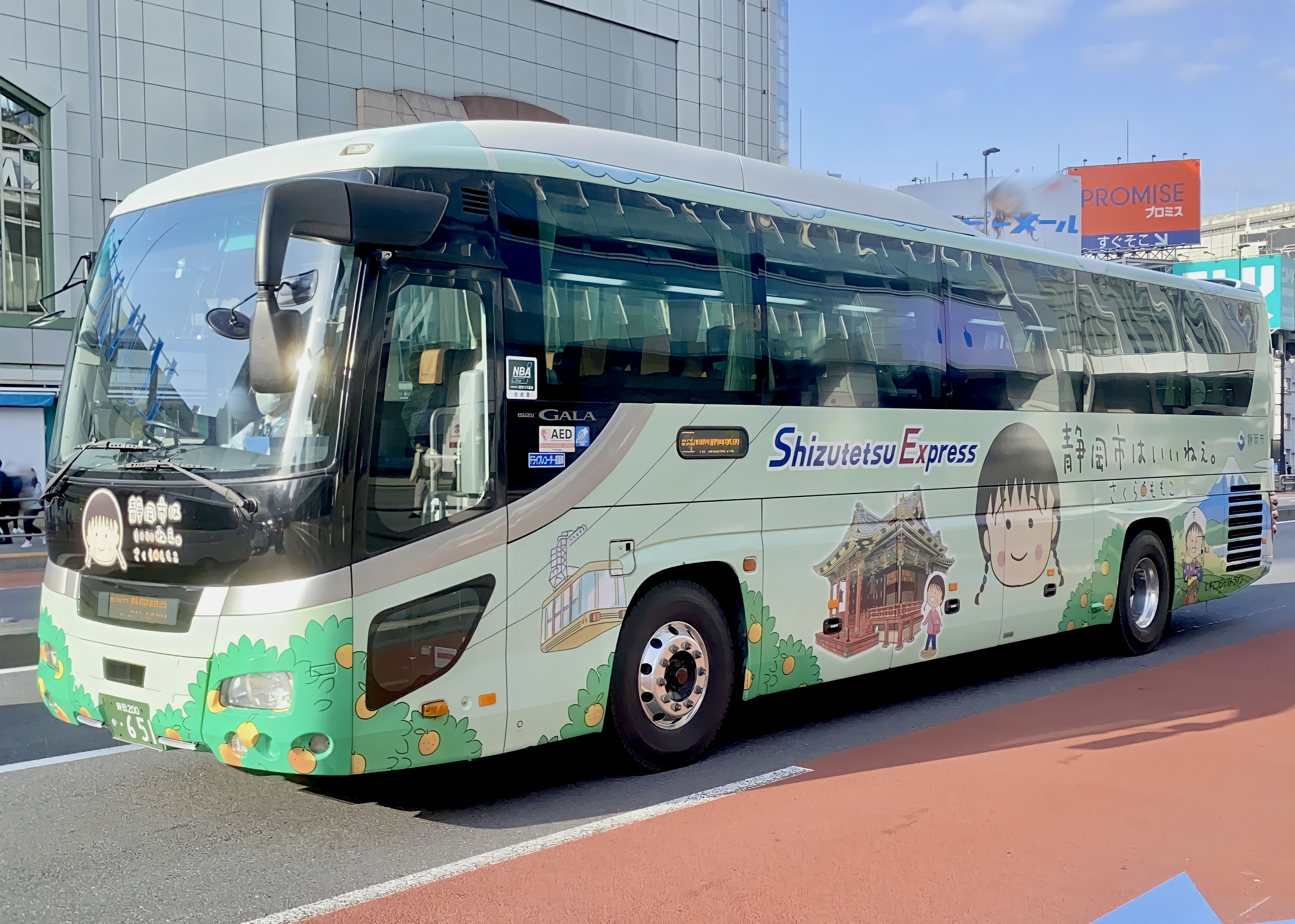
さくらももこがデザインした「静岡市はいいねえ。」ラッピングバス

### 静岡新宿線（旧「駿府ライナー」）
静岡駅前・新静岡 ＝ バスタ新宿（新宿駅南口） ※詳細は新宿 - 静岡線の項を参照
- ジェイアールバス関東と共同運行。
- 2013年7月より鳥坂営業所から一部の便が移管され、高速乗合バスの担当を開始した。

## 自主運行路線

### 駿府浪漫バス

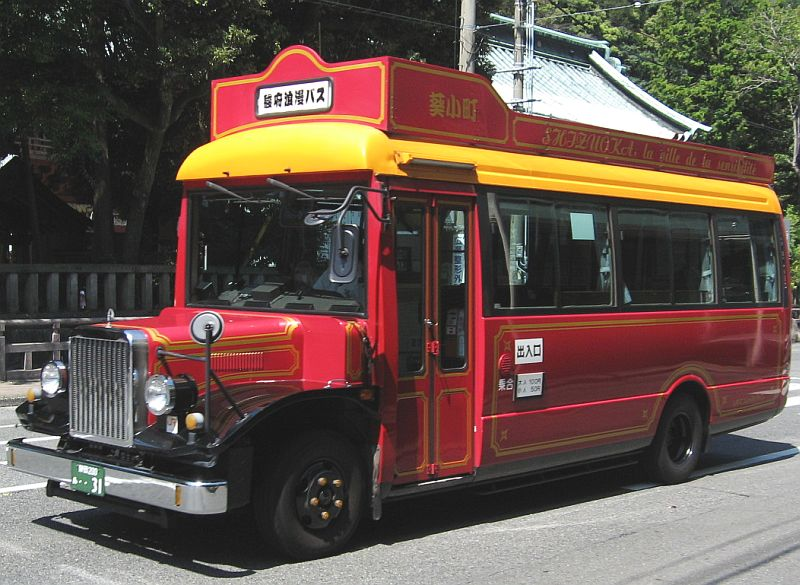
駿府浪漫バス「葵小町」（廃車済）

静岡駅前 → 新静岡 → 市民文化会館入口 → 東御門 → 駿府城ひつじさる櫓 → アイセル21 → 城東保健福祉エリア → 西千代田 → 岩成不動 → 大岩一丁目 → 臨済寺前 → 大岩本町 → 丸山町 → 浅間神社 → 赤鳥居 浅間神社入口 → 浅間通り → 中町 → 呉服町１丁目（土日祝日は県庁・静岡市役所葵区役所前）→ 静岡駅前
- 静岡駅発10時～16時の間、平日は60分間隔で運行、土日祝日は30分間隔で運行している。平日は日野・ポンチョが使用されるが、日祝日やポンチョが点検の際は、日野レインボーHRで運行する。
- 過去には「竹千代くん」「葵小町」「家康公」と愛称がついたレトロ調の三菱ふそうローザが使用されていたが、経年により廃車され、安東循環に使用されていた日野・ポンチョが主に使用されている。
- 運賃は200円均一となっているが、ICカード利用の場合は190円で乗車できる。
- 登場当初はLuLuCaは使用できなかったが、2010年秋にICカードリーダ取付けが行われ、LuLuCaが利用できるようになった。

## 休廃止路線

### セントラルシャトル
静岡駅 → 県庁 市役所前 → 法務局合同庁舎 → 県庁市役所前 → 静岡駅
- 概説
  - 2001年（平成13年）3月12日に開設された静岡駅と静岡県庁、市役所を結ぶ路線であった。[12]静岡駅から県道27号（通称 御幸通り）の県庁前交差点から内堀通り（静岡市道城内1号線）の法務局合同庁舎（現 駿府城ひつじさる櫓停留所）を経由して市道城内4号線から御幸通りに戻る運行経路をとっていた。なお、前年12月の静岡市の屋外広告条例の改正を受け、静岡県内初の広告ラッピングバスとして中型車両での運行が開始された。[125]

### 西部第二循環線
- 概説
  - 「西部循環線」の輸送力増強のために1960年代初頭に静岡第一営業所の管轄で新設された。「西部循環線」は駒形通りと新富町通り（現 市道本通西町線）を経由していたが、交通量増加のために増回に限界があるため、第二循環線は新道「さつま通り」と本通り（のちに新通り・梅屋町）を経由していた。また、狭隘路が無いため、静岡県下で最も早くワンマン化が行われた。
  - 1960年代半ばには車両制限令により「西部循環線」も「さつま通り」を経由するようになったが、新通りと駒形通りの輻輳回避のため「西部循環線」を中町まわりのみ、「西部第二循環」を七間町まわりのみとして運行するようになり1960年代末期に「西部循環線」に統合された。
- 沿革
  - 1958年（昭和33年）- 安西五丁目から田町にかけて薩摩土手を切り下げて新道（現 県道354号静岡環状線）が建設された。
  - 1959年（昭和34年）- 三番町小学校児童の発案で新道が「さつま通り」と命名された。[126]
  - 1960年（昭和35年）12月1日 - 同日現在の時刻表では次の主要停留所を運行していた。仲町廻り、常磐町廻り共に1日30本の運行であった。
    - （21 仲町廻り←）新静岡 - 静岡駅前 - 宝台橋 - 昭和町 - 常磐町 - 三友町 - 新通一丁目 - 本通六丁目 - 本通西町 - 南田町 - 田町七丁目 - 安西五丁目 - 安西四丁目 - 安西三丁目 - 安倍町 - 仲町 - 県民会館前 - 新静岡（→22 常磐町廻り）

  - 1961年（昭和36年）9月1日 - 「西部第二循環」の昭和町 - 本通西町 区間が「向敷地線」の本通経由に付け替えられ、梅屋町から新通りを経由するようになった。
    - （21 仲町廻り←）新静岡 - 静岡駅前 - 宝台橋 - 昭和町  -七間町 - 梅屋町 - 新通一丁目 - 新通五丁目 - 新通七丁目 - 新通川越町 - 南田町 - 田町七丁目 - 田町五丁目 - 田町四丁目 - 田町三丁目 - 田町二丁目 - 安西五丁目 - 安西四丁目 - 安西三丁目 - 安西 - 安西一丁目 - 安倍町 - 八千代町 - 東町 - 仲町 - 県民会館前 - 新静岡（→22 七間町廻り）

  - 1962年（昭和37年）11月20日 - 静岡県下初のワンマンカーが導入された。
  - 1963年（昭和38年）9月 - 静岡第一営業所から静岡丸子営業所に移管された。
  - 1964年（昭和39年）
    - 5月1日 - 車両制限令の完全施行を前に運行経路の一部が変更された。
    - 10月 - 西部第二循環を時計回り（七間町廻り）、西部循環を反時計回り（仲町廻り）とする改正が行われた。
      - 新静岡 → 静岡駅前 → 宝台橋 → 七間町 → 梅屋町 → 新通り一丁目 → 南田町 → 柳町 → 安西四丁目 → 安西二丁目 → 赤鳥居 → 中町 → 県民会館前 → 新静岡（22）
      - 西部循環線：（11）新静岡 ← 静岡駅前 ← 宝台橋 ← 七間町 ← 駒形小学校前 ← 南田町 ← 柳町 ← 安西四丁目 ← 安西二丁目 ← 赤鳥居 ← 中町 ← 県民会館前 ← 新静岡

  - 1968年（昭和43年）10月 - 「西部循環線」に統合され、両まわりの「西部循環線」となった。[60]

### 本通水落循環線
- 沿革
  - 1963年（昭和38年）- 「本通音羽町循環」が、「音羽町循環」と「本通水落循環」に分離された。
    - 新静岡 - 静岡駅前 - 宝台橋 -（ → 三友町 → / ← 七間町 ← ）- 駒形一丁目 - 駒形六丁目 - 新通川越町 - 本通西町 - 本通三丁目 - 仲町 - NHK前 - 英和女学院前 - 東草深橋 - 水落町 - 新静岡

  - 1964年（昭和39年）
    - 5月1日 - ワンマン運行に切り替えられ、合わせて増回が実施された。
    - 10月 - 駒形廻りのみの一方通行での運行となった。
      - 新静岡 → 静岡駅前 → 宝台橋 → 常磐町 → 三友町 → 駒形一丁目 → 駒形二丁目 → 駒形六丁目 → 新通川越町 → 本通西町 → 本通三丁目 → 中町 → NHK前 → 英和女学院前 → 長谷通り → 水落町静岡電報局前 → 歯科医師会館前 → 新静岡（8）

  - 1966年（昭和41年）5月10日 - 通学時間帯のみの運行となり、中町から県民会館を経由して新静岡に短絡する「駒形本通循環」が開設された。
  - 1974年（昭和49年）10月 - 同月現在の路線図からは消滅している。

### 駒形本通循環線
- 沿革
  - 1966年（昭和41年）5月10日 -「本通水落循環」の本通から新静岡への短絡路線として開設された。
    - 新静岡 → 静岡駅前 → 宝台橋 → 常磐町 →  川辺町 → 駒形二丁目 → 駒形六丁目 → 新通川越町 → 本通西町 → 本通三丁目 → 中町 → 県民会館前 → 新静岡

  - 1969年（昭和44年）5月16日 - 市内路線の再編に伴い「西部循環線」「丸子線」に整理され廃止となった。

### 北部循環線
- 主要停留所
  - （13 ←仲町廻り）新静岡 - 静岡駅前 - 宝台橋 - 昭和町 - 七間町 - 本通三丁目 - 屋形町 - 一番町 - 安西四丁目 - 安西三丁目 - 北番町 - 神明町 - 神明神社前 - 水道町 - 井の宮局前 - 材木町 - 片羽町 - 赤鳥居 - 安倍町 - 八千代町 - 東町 - 仲町 - 県民会館前 - 新静岡（一番町廻り→14）
- 概説
  - 静岡鉄道静岡市内線沿線の輸送力増強のために1950年代半ばに静岡営業所の管轄で開設された路線であり、1960年代前半に静岡第一営業所から静岡丸子営業所に移管された。1960年代末期には静岡鉄道静岡市内線の代行路線である「井の宮線」に整理され廃止されている。
- 沿革
  - 1955年（昭和30年）12月1日 - 静岡営業所の管轄で開設された。[127]
  - 1958年（昭和33年）12月 - 同月現在の路線図では次の経路を運行していた。
    - （13 ←仲町廻り）新静岡 - 静岡駅前 - 宝台橋 - 七間町 - 本通三丁目 - 屋形町 - 一番町 - 安西四丁目 - 安西三丁目 - 北番町 - 神明町 - 水道町 - 井の宮局前 - 材木町 - 赤鳥居 - 円山町 - 安東三丁目 - 長谷通り - 英和女学校前 - 仲町 - 県民会館前 - 新静岡（一番町廻り→14）

  - 1962年（昭和37年）
    - 9月15日 - 静岡鉄道静岡市内線が廃止され、代行バス「安西線」の運行が開始された。
    - 11月 - 同月現在の路線図では丸山町、長谷通り経由が「大岩循環」に整理される一方、新たに井の宮小学校、妙見下を経由する経路に変更されている。
      - （13 ←仲町廻り）新静岡 - 静岡駅前 - 宝台橋 - 七間町 - 本通三丁目 - 屋形町 - 一番町 - 安西四丁目 - 安西三丁目 - 北番町 - 神明町 - 水道町 - 井の宮小学校前 - 妙見下 - 井の宮局前 - 材木町 - 赤鳥居 - 安倍町 - 八千代町 - 東町 - 仲町 - 県民会館前 - 新静岡（一番町廻り→14）

  - 1963年（昭和38年）9月 - 静岡第一営業所から静岡丸子営業所に移管された。
  - 1964年（昭和39年）5月1日 -「安西線」が井の宮小学校前まで延伸し、井の宮地区をラケット状に循環する「井の宮線」となり「北部循環」の八の字区間が解消された。
  - 1968年（昭和43年）10月 - 市内路線の再編に伴い静岡駅 - 安西四丁目間が「中部循環線」に、北番町 - 赤鳥居 間が「井の宮線」に整理され廃止された。

### 国道静岡清水線
新静岡（210） - 東静岡駅北口（209） - 清水駅前（53）
- もともとは「三保静岡線」という路線名で新静岡と三保ランドを結んでいたもので、西久保営業所との共管路線だった。
- 2009年（平成21年）10月1日のダイヤ改正で新静岡 - 東静岡駅間の運行が廃止されたため、西久保営業所の単独管轄の「国道東静岡清水線」となった。

### 南藁科線
新静岡 - 静岡駅前 - 七間町（下りのみ経由）・中町（上りのみ経由） - 安西四丁目 - 服織中学校 - 牧ヶ谷 - 南藁科小学校 - 小瀬戸（130）
- 服織中学校までは藁科線と同じルートをたどり、そこから牧ヶ谷橋を渡って牧ヶ谷線に合流する。
- 下りは藁科線と同様に七間町を経由するが、上りは安西四丁目から安西二丁目（静岡厚生病院前）、茶町通りを経由し、中町に停車する（両停留所の間は無停車）。
- 2013年（平成25年）3月29日をもって運行を終了した。

### 安倍川循環線、安倍川線、向敷地線
- 運行系統および主要停留所
  - 本通り経由：静岡駅前 - 中町 - 本通三丁目 - 安倍川橋 - 手越 - 向敷地 - 向ヶ丘
  - 清閑町経由：静岡駅前 - 清閑町 - 安倍川橋 - 手越 - 向敷地 - 向ヶ丘
- 概説
  - 1950年代後半に静岡市および東海観光自動車との競願問題の解決により開設された「安倍川循環線」が、開設翌年に循環系統を廃止し、国道1号新道から安倍川橋（旧東海道 現 静岡県道208号）を経由して宅地開発が進行する安倍川右岸の手越まで延伸し「安倍川線」となった。さらに1960年代初頭には、1950年代後半に市営団地が建設された向敷地まで延伸し「向敷地線」となった。
  - 向ヶ丘 - 向敷地間（現 県道207号奈良間手越線周辺）が狭隘路であるためツーマン運行を要する上に、[128] ラッシュ時には安倍川橋付近の渋滞により現在の市道手越向敷地1号線から旧東海道に合流し安倍川橋を通過するまで時間を要するため、向ヶ丘 - 安倍川橋間の利用者は減少し、1970年代前半に南安倍町 - 新静岡間を「丸子清閑町線」に整理し廃止された。[129]
  - 1988年（昭和63年）に開通した国道1号静清バイパス（丸子IC - 羽鳥IC区間）の牧ヶ谷ICへの接続道路として、南藁科街道と市道手越向敷地1号線の拡幅工事（都市計画道路手越牧ヶ谷線）が行われたことにより、廃止から20年以上が経過した1990年代に「牧ヶ谷線」が開設され、手越 - 向敷地間に再び路線バスが運行されるようになった。
- 沿革
  - 1957年（昭和32年）- 静岡市向敷地に市営向ヶ丘団地（76戸）が竣工した。[130]
  - 1958年（昭和33年）12月5日 - 静岡第二営業所の管轄で「安倍川循環線」が開設された。
    - 新静岡 - 静岡駅前 - 宝台橋 - 西門町 - 横町 - 南安倍町 - 駒形小学校前 - 南田町 - 本通西町 - 本通三丁目 - 仲町 - 県民会館前 - 新静岡

  - 1959年（昭和34年）6月16日 - 同日現在の時刻表では循環系統が廃止され、安倍川橋を経由して手越まで延伸し「安倍川線」となっている。1日12往復が運行されており、内2往復は「静岡狐ヶ崎線」に乗り入れていた。
    - 新静岡 - 静岡駅前 - 宝台橋 - 西門町 - 清閑町 - 南安倍町 - 駒形小学校前 - 南田町 - 安倍川橋 - 手越
    - 遊園地前 - 有度小学校前 - 有度中学校前 - 草薙駅前 - 国吉田 - 運動場前 - 古庄 - 長沼 - 下横田 - 伝馬町 - 伝馬町電車通り - 新静岡（御幸町）- 静岡駅前 - 宝台橋 - 西門町 - 清閑町 - 南安倍町 - 駒形小学校前 - 南田町 - 安倍川橋 - 手越

  - 1960年（昭和35年）- 「安倍川線」が向ヶ丘まで延伸し「向敷地線」となった。向ヶ丘発着は1日5往復、「静岡狐ヶ崎線」直通は引き続き手越発着の2往復の運行となっている。
    - 新静岡 - 静岡駅前 - 宝台橋 - 清閑町 - 南安倍町 - 駒形小学校前 - 安倍川橋 - 手越 - 向敷地 - 徳願寺入口 - 向ヶ丘

  - 1961年（昭和36年）
    - 5月16日 -国道1号新道、駿河大橋が開通した。[20][21][22]
    - 9月1日 - 旅客の流動状況に合わせて「西部第二循環線」と共に運行系統の変更が行われ、 「西部第二循環線」の昭和町 - 本通り六丁目区間の運行が「向敷地線」に付け替えられた。また「静岡狐ヶ崎線」直通系統が安西二丁目発着の「美和線」七間町、両替町経由に付け替えられた。これに伴い清閑町経由は1日1往復に減便された。[131]
      - 本通り経由：新静岡 - 静岡駅前 - 宝台橋 - 昭和町 - 常磐町 - 三友町 - 新通二丁目 - 本通六丁目 - 本通西町 - 安倍川橋 - 手越 - 向敷地 - 徳願寺入口 - 向ヶ丘
      - 清閑町経由：新静岡 - 静岡駅前 - 宝台橋 - 清閑町 - 南安倍町 - 駒形小学校前 - 安倍川橋 - 手越 - 向敷地 - 徳願寺入口 - 向ヶ丘

  - 1962年（昭和37年）4月23日 - 国道1号新道、駿河大橋を経由する「丸子線」が開設された。
    - 丸子線：静岡駅前 - 清閑町 - 駿河大橋 - 佐渡 - 細工所 - 丸子五丁目 - 丸子四丁目 - 丸子橋 - 二軒家

  - 1963年（昭和38年）9月 - 丸子営業所に移管された。
  - 1971年（昭和46年）9月12日 - 廃止が申請された。[129]
  - 1972年（昭和47年）- 新静岡 - 南安倍町 区間が「丸子清閑町線」に整理され廃止となった。[71]

### 下川原線
- 主要停留所
  - 静岡駅前 - 郵便局前 - 梅屋町 - 安倍川橋 - 川原 - 川原中 - 下川原

- 概説
  - 用宗街道（市道丸子新田広野三丁目線）の光用院西交差点（川原停留所）から分岐し、下川原地区の中央を南下する通称 主幹道路（現 市道下川原中央線）を経由して久能道（旧 県道大谷用宗線、現 市道下川原旧県道線）との交差点までを結ぶ「用宗線」の支線として、1960年代前半に開設された。
  - 1960年代後半以降は、東名高速道路と国道150号安倍川バイパスの建設工事により「用宗線」の下川原経由として統合され、さらに1980年代には土地区画整理に伴う新道路の開通と安倍川駅の開業により、系統は「東新田下川原線」と「安倍川駅線」に整理された。
- 沿革
  - 1959年（昭和34年）- 下川原地区への路線バス乗り入れの要望の高まりから、通称主幹道路（のちの市道下川原中央線）を4間（7.2ｍ）に拡幅する工事が計画された。
  - 1962年（昭和37年）12月15日 - 道路拡幅工事の完了に伴い「下川原線」が1日6往復の運行を開始した。「用宗線」広野経由の下川原停留所は広野口に変更された。[90][132]
  - 1963年（昭和38年）4月16日 - ダイヤ改正によりラッシュ時の混雑緩和のための増回が行われた。[133]
  - 1964年（昭和39年）- 車両制限令の完全施行を前に両替町経由が廃止され、運行経路の一部が変更された。
  - 1969年（昭和44年）- 東名高速道路と国道150号安倍川バイパスの建設工事に伴い、[134]東名側道（現 市道東名側道下川原広野１号線）沿いに広野口で用宗街道に合流する経路に変更され、下川原停留所は東名高速道路ガード手前に移転し、「用宗線」の下川原経由として統合された。

### 東新田団地線
新静岡 - 静岡駅前 - 紺屋町 - 常盤町 - 新通小学校前 - 手越 - 丸子新田 - 東新田北 - 長田東小学校 - 東新田団地前 - ゴルフセンター前 -（→ 下川原四丁目 → 下川原一丁目（92） →）
- 1981年（昭和56年）3月24日 - 市営高層住宅東新田団地が完成し「東新田団地線」が開設された。[135]
- 1985年（昭和60年）3月14日 - 安倍川駅の開業に併せて「用宗線」の下川原系統と「東新田団地線」が整理統合され「東新田下川原線」となった。

### 安倍川駅線
- 停車停留所
  - 安倍川駅前 - 焼津信用金庫長田支店前 - 長田東団地前 - 川原中 - 下川原 - 下川原団地 - 下川原団地入口 - 広野 - 用宗漁港入口 - 用宗東 - 用宗駅前
- 概説
  - 1980年代中盤にJR安倍川駅の開業に伴い「用宗線」の支線系統を再編し誕生した路線であった。それまでの下川原経由を安倍川駅に接続させ、下川原団地から静岡駅方面は「東新田団地線」と統合し「東新田下川原線」に整理した。
  - 需要は伸び悩み、開設後数年で運休となったが、2000年代半ばに静岡徳洲会病院の開院にあわせて安倍川駅前 - 下川原間に「安倍川駅徳洲会病院線」として再び路線が開設された。
- 沿革
  - 1985年（昭和60年）3月14日 - 安倍川駅の開業に伴い開設。
  - 1990年（平成2年）8月現在の路線図からは消滅している。
  - 2005年（平成17年）4月1日 -「安倍川駅徳洲会病院線」が開設された。

### 安倍川駅徳洲会病院線
- 系統および主要停留所
  - 安倍川駅前（82） - 東新田団地 - 徳洲会病院（81）

- 概説
  - 静岡徳洲会病院へのアクセス路線として運行を開始。開設当初は終日7時台から18時台まで運行されていたが利用は伸び悩み、廃止前には平日のみ、9時台から11時台と13時台から15時台のみの運行となっていた。
  - 運行開始時は日野の中型ノンステップ車が使用されていたが、同車が駿河区役所線に転用されたため、廃止前にはいすゞの中型車が使用されていた。
- 沿革
  - 2005年（平成17年）4月1日 - 開設。
  - 2008年（平成20年）10月31日 - 同日の運行を以って廃止された。

### 駿河区役所線
- 主要停留所
  - 用宗駅前 - 広野口 - 中島小学校前 - 西脇 - 駿河区役所静岡新聞社 - 南警察署前 - 静岡済生会総合病院 - 小鹿公民館前 - 池田 - 東静岡駅南口

- 概説
  - 2005年の静岡市駿河区の誕生に際して駿河区役所への公共交通アクセスが課題とされ、駿河区を循環するコミュニティバス等が静岡市議会で議論されるようになった。 事業者としては区役所へのバス利用の需要予測が難しく、採算面の見通しが立ち難いことなどから、当面は新たなバス路線の新設や既存バス路線の変更は実施せず、「みなみ循環線」の増回で対応しつつ、静岡市に駿河区役所交通アクセス改善検討会を設置して協議を重ねることとなった。[136][137]同検討会において出された意見などを踏まえ、幾つかのルート案を比較検討した結果、区役所への移動時間の短縮効果が最も高く、より多くの駿河区民の利用が見込まれるルートとして用宗駅から下川原、中島を通り、駿河区役所を経由し、小鹿、池田を経て、東静岡駅に至る運行経路が選定され、静岡市からの委託路線として駿河区役所アクセスバスの試験運行が開始された。 [138]
  - 静岡市が運行期間中にアンケート調査を実施したところ、駿河区役所来庁者3,511人の内、アクセスバスの利用者が約0.7％、アクセスバスを利用した1,891人の内、区役所来庁を目的とした利用者は約7.7％という結果にとどまり、他はセントラルスクエア静岡、静岡済生会総合病院や静岡競輪場などの目的地に利用されていた。駿河区役所へのアクセス改善という目的に対しては効果が低く、支所やサービスコーナー等の住民サービス窓口が各地区に開設されたことから運行が終了された。[139]
  - 専用塗装の中型ノンステップバスが限定運用されていた。（検査等の際を除く）
- 沿革
  - 2005年（平成17年）4月1日 - 静岡市駿河区が誕生した。
  - 2007年（平成19年）11月 - 平日日中のみの区役所アクセスバスの試験運行が開始された。[138]
  - 2008年（平成20年）11月 - 運行時間の延長と増便を行った。 [140]
  - 2010年（平成22年）4月 - 静岡済生会総合病院を経由するようルートが一部変更された。[141]
  - 2013年（平成25年）3月29日 - 同日を以って試験運行を終了した。

### 藁科地区デマンドバス
南藁科羽鳥号
谷津ターミナル - 小瀬戸 - 産女 - 山崎 - 羽鳥 - 新間 - 谷津ターミナル（南藁科まわり）
谷津ターミナル - 新間 - 羽鳥 - 山崎 - 産女 - 小瀬戸 - 谷津ターミナル（羽鳥まわり）
- 各2本ずつの設定。谷津ターミナルから小瀬戸・牧ヶ谷橋・山崎・羽鳥を経由して谷津ターミナルへ戻る循環路線である。他の2路線とは異なり、土休日は運休となる。
- 2021年3月31日を持って運行終了した。

### 小坂線、丸子小坂線
新静岡 - 静岡駅前 - 中町 - 本通十丁目 - 手越 - 丸子二丁目 - 寺田 - 小坂（おさか）入口 - 赤坂入口 - JA小坂支店 - 小坂公民館（98）
- 概説
  - かつては小坂線と名乗り新通り経由だったが、2008年10月1日のダイヤ改定により運行経路が変更されて鎌田バス停は廃止され、新静岡－丸子二丁目間は丸子線と同じルートを運行するようになった。路線名も小坂線から丸子小坂線に改められている。
- 沿革
  - 1960年代半ば（時期不詳）「用宗線」の青木、小坂経由を分離して「小坂線」として開設された。
  - 1972年（昭和47年）11月 - 同月現在の路線図では次の経路を運行しており、小坂公民館までの運行となっている。
    - 新静岡 - 静岡駅前 - 紺屋町 - 常盤町 - 新通小学校前 - 手越 - 轟橋 - 鎌田 - 鎌田四ツ角 - 寺田 - 青木（ - 巴川製紙前（97）- 小坂入口 -／- 大和田入口 - ）- 小坂農協前 - 小坂公民館前（98）

  - 1975年（昭和50年）小坂公民館行の大和田入口経由が廃止され、全て巴川製紙経由となっている。
  - 2008年（平成20年）10月1日 - 鎌田バス停を廃止のうえ、新通り経由から本通り経由に変更され「丸子小坂線」となった。
  - 2017年（平成29年）3月26日 - 土日祝日が運休となった。
  - 2018年（平成30年）3月25日 - 大和田入口経由が廃止された。
  - 2024年（令和6年）4月1日 - 路線廃止。長田地区コミュニティバスが代替となる（2023年4月1日から1年間の実証運行、KMSバスが運行）。

## 車両
- いすゞ・日野・三菱・日産ディーゼルの4メーカー全てのバスが配属されているが、日産ディーゼル・いすゞの比率が高くなっている。